# Église Saint-Pierre-ès-Liens de Condécourt
Pour les articles homonymes, voir Église Saint-Pierre-ès-Liens.
L'église Saint-Pierre-ès-Liens, ou Saint-Pierre-aux-Liens, est une église catholique paroissiale située à Condécourt, dans le département français du Val-d'Oise. Elle remonte, dans ses parties les plus anciennes, à la fin du XIe siècle : il s'agit de la base du clocher avec ses arcades en plein cintre retombant sur des impostes décorés de dents-de-scie, et sa voûte d'arêtes. Cette travée n'est pas visible depuis l'extérieur, car englobée dans des constructions plus récentes. Le premier étage du clocher octogonal est lui aussi d'un style roman archaïque, et ne devrait pas être antérieur au tout début du XIIe siècle. Le second étage, plus simple, a été ajouté à la période gothique. Globalement, l'église Saint-Pierre-ès-Liens est d'une architecture assez simple, avec un seul niveau d'élévation, et se caractérise par la juxtaposition de quatre espaces carrés issues de quatre campagnes de construction distinctes, à savoir la nef rustique du XVIIIe siècle ; la base du clocher déjà signalée ; le chœur gothique du second quart du XIIIe siècle ; et la travée droite de la chapelle de la Vierge, au nord du clocher. Cette chapelle se termine par une abside en hémicycle, dont la corniche, les contreforts et les fenêtres évoquent le tout début de la période gothique, tandis que les chapiteaux et les clés de voûte correspondent plutôt au début du XIIIe siècle, ce qui pourrait indiquer une interruption du chantier. La voûte à trois branches d'ogives constitue une autre particularité. Ce sont la chapelle et le clocher qui font l'intérêt architectural de l'église, qui se singularise en outre par son plan. Elle a été inscrite aux monuments historiques par arrêté du 6 juillet 1925, et est aujourd'hui affiliée à la paroisse Avernes et Marines. Les messes dominicales n'y sont plus célébrées que deux ou trois fois par an.

## Localisation
L'église Saint-Pierre-ès-Liens est située en France, en région Île-de-France et dans le département du Val-d'Oise, dans le Parc naturel régional du Vexin français, sur la commune de Condécourt, au centre du village, place de l'Église. Elle est entourée de l'ancien cimetière, qui est aujourd'hui une pelouse bordée d'arbres, et domine les rues voisines grâce à un haut mur de soutènement. On peut toutefois y accéder de plain-pied par la rue de Chaumont, à l'ouest. Un escalier monte depuis le sud. La rue de la Libération (RD 169) passe devant le chevet. L'église est entièrement dégagée d'autres constructions, et l'on peut en faire le tour.

## Histoire

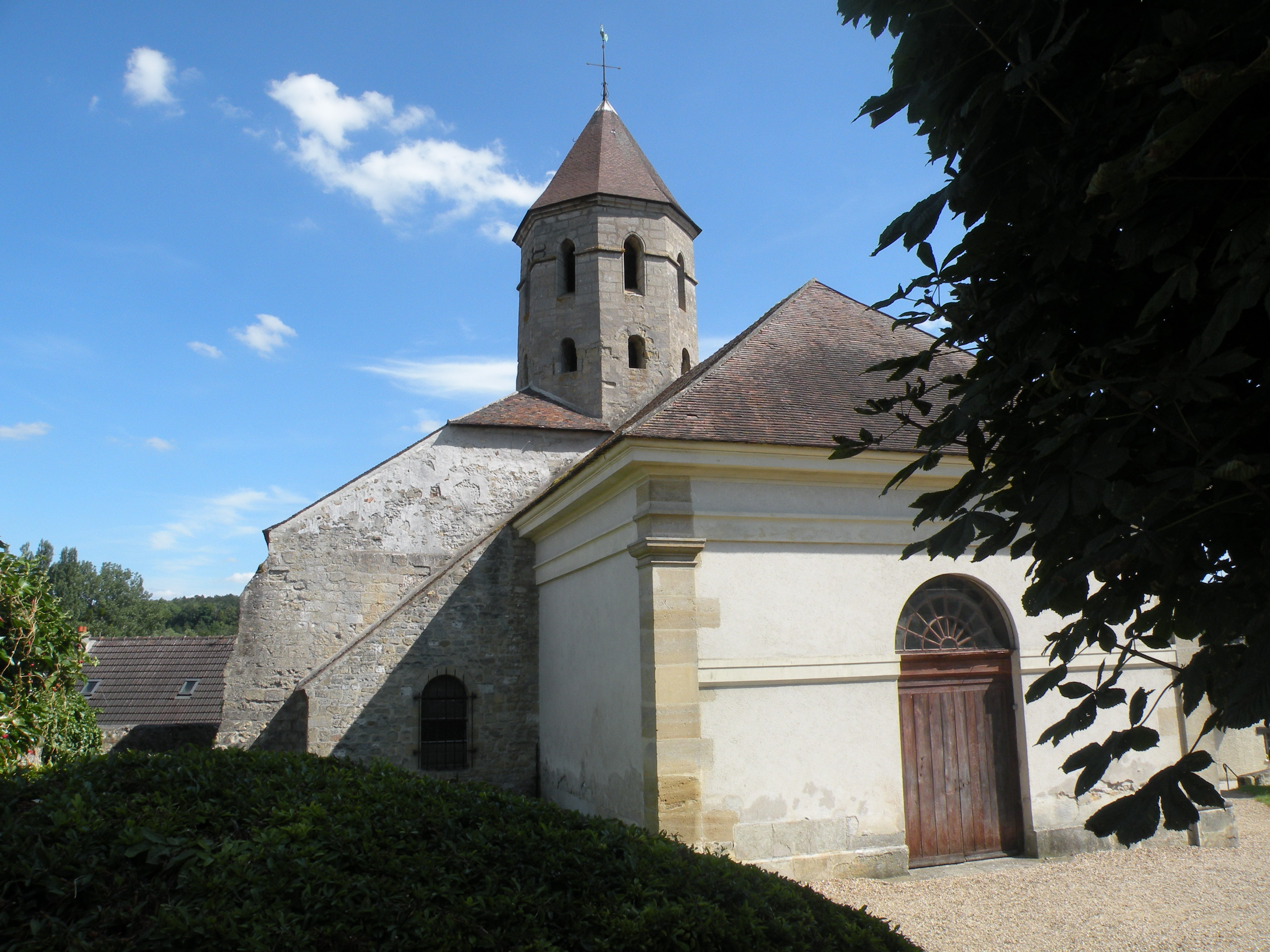
Vue depuis le nord-ouest.

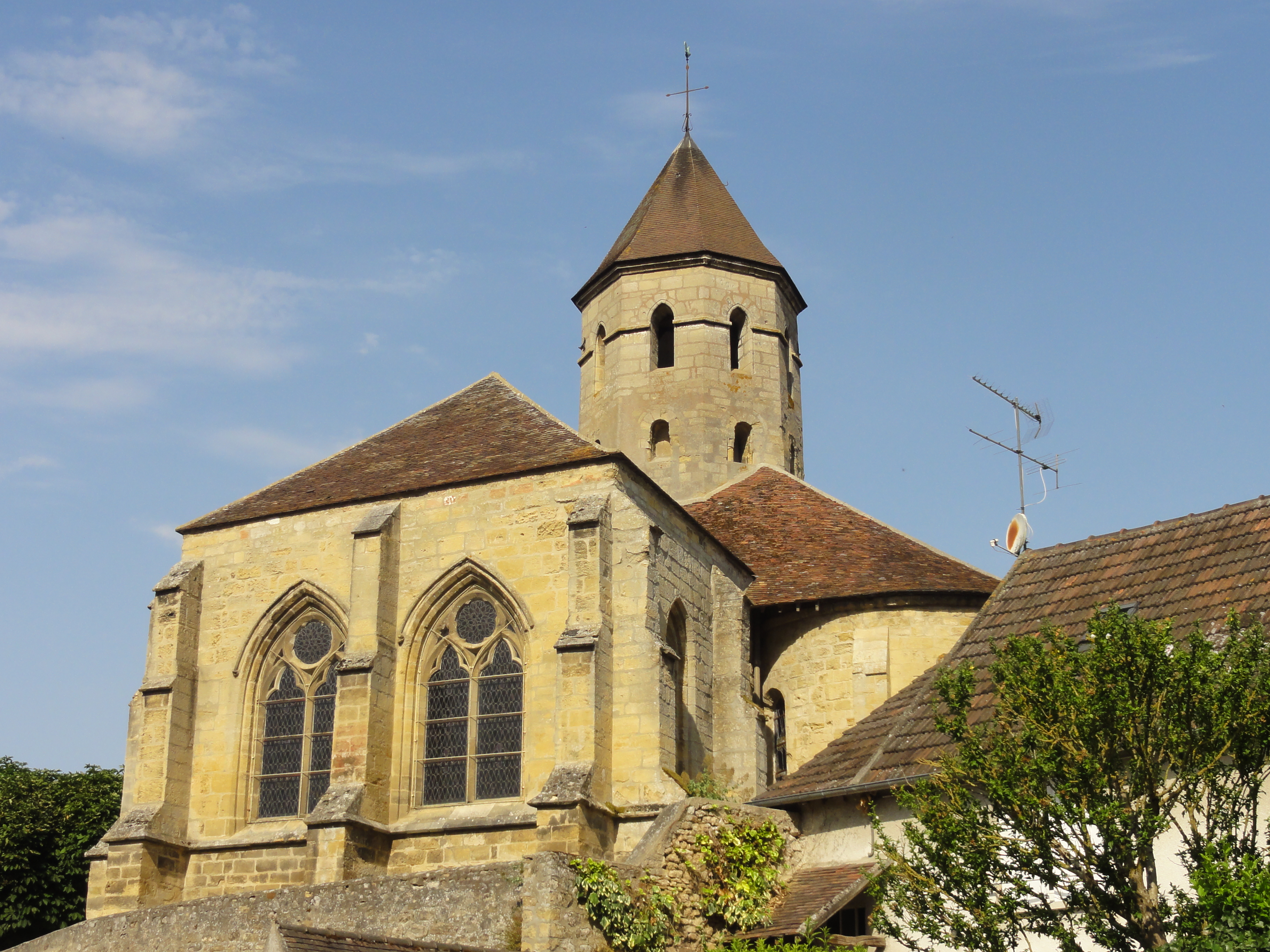
Vue depuis le nord-est.

Condécourt aurait été érigé en paroisse au XIIe siècle selon l'abbé Vital Jean Gautier. Le patron de l'église est saint Pierre, Apôtre et premier pape de la Chrétienté. Sous l'Ancien Régime, Condécourt relève du doyenné de Meulan, de l'archidiaconé du Vexin français avec siège à Pontoise et de l'archidiocèse de Rouen. Les collateurs de la cure sont les abbés de l'du Bec et de Coulombs, alternativement. — L'église actuelle est un édifice très composite. Seule la base du clocher subsiste de l'église paroissiale primitive. Elle est d'une facture archaïque, et voûtée d'arêtes. Les quatre piles volumineuses retombent sur des tailloirs décorés de dents de scie en bas-relief, ce qui évoque la fin XIe siècle ou le début XIIe siècle. Le clocher lui-même pourrait être un plus récent, car ses baies sont déjà agrémentées de colonnettes à chapiteaux. Bernard Duhamel suppose que l'église romane qui existe au second quart du XIIe siècle est de plan cruciforme, et possède donc un transept dont les croisillons sont prolongés vers l'est par des absidioles. Rien ne prouve toutefois l'existence d'un transept roman.
Au nord de la base du clocher, l'on trouve la chapelle de la Vierge qui se termine par une abside en hémicycle. Cette chapelle est de style gothique primitif, et date de seconde moitié du XIIe siècle, sauf les voûtes, qui ne semblent pas antérieures au début du XIIIe siècle. La chapelle est donc largement postérieure au clocher, et ne semble pas englober des éléments plus anciens. En plus, il n'y a pas de raison de croire qu'il y avait une seconde chapelle du même plan au sud. En effet, l'archivolte d'une fenêtre romane subsiste encore à l'intérieur, et peu de temps après la construction de la chapelle, un nouveau chœur est édifié à partir des années 1220 / 1230 environ. Ce chœur comporte une étroite travée au sud du clocher, qui prouve qu'il n'y a pas de croisillon sud à cette époque, et deux larges travées rectangulaires. Ainsi, les parties orientales prennent leur forme actuelle. C'est également à la période gothique que le clocher est exhaussé d'un second étage octogonal, dont la facture très simple défie toute datation précise. Plus de cinq siècles après, la vieille nef est démolie, et remplacée par une grande salle carrée. Rustique à l'intérieur, elle porte les caractéristiques du style néoclassique à l'extérieur. Bernard Duhamel souligne qu'en dépit des différences de style, les quatre parties de l'église harmonisent bien grâce à l'emploi de pierres de la même teinte. L'église est inscrite aux monuments historiques par arrêté du 6 juillet 1925. — Rattachée au diocèse de Versailles à la Révolution française, la paroisse de Condécourt fait partie du diocèse de Pontoise depuis sa création en 1966. Elle est aujourd'hui affiliée à la paroisse Avernes et Marines, et les messes dominicales y sont célébrées irrégulièrement, deux ou trois fois par an.

## Description

### Aperçu général

Plan de l'église.

À peu près régulièrement orientée, avec une légère déviation de l'axe vers le sud-est du côté du chevet, l'église répond à un plan irrégulier. Elle se compose d'une nef approximativement carrée, sans bas-côtés, qui s'ouvre à l'est sur la base du clocher et une étroite travée au sud de celle-ci, qui établissent la communication avec le chœur. La base du clocher abrite le chœur liturgique actuel. Le chœur dans le sens architectural du terme se compose de deux larges travées, qui se terminent par un chevet plat. Au nord, la base du clocher s'ouvre sur la première travée de la chapelle de la Vierge, qui est rectangulaire. La seconde travée de la chapelle est en hémicycle, et est reliée au chœur par une petite arcade. La sacristie se situe dans l'angle entre nef et chapelle. La sacristie devant le chevet, que l'on voit sur des photographies anciennes, n'existe plus. Le clocher comporte deux étages octogonaux. La nef est simplement plafonnée, tandis que la base du clocher est voûtée d'arêtes. Le reste de l'église est voûté d'ogives. L'on entre par le portail occidental de la nef, ou plus couramment par le portail latéral au sud de la nef. Nef et chœur sont munis de toits à croupes, comme à l'usage à la période classique.

### Extérieur

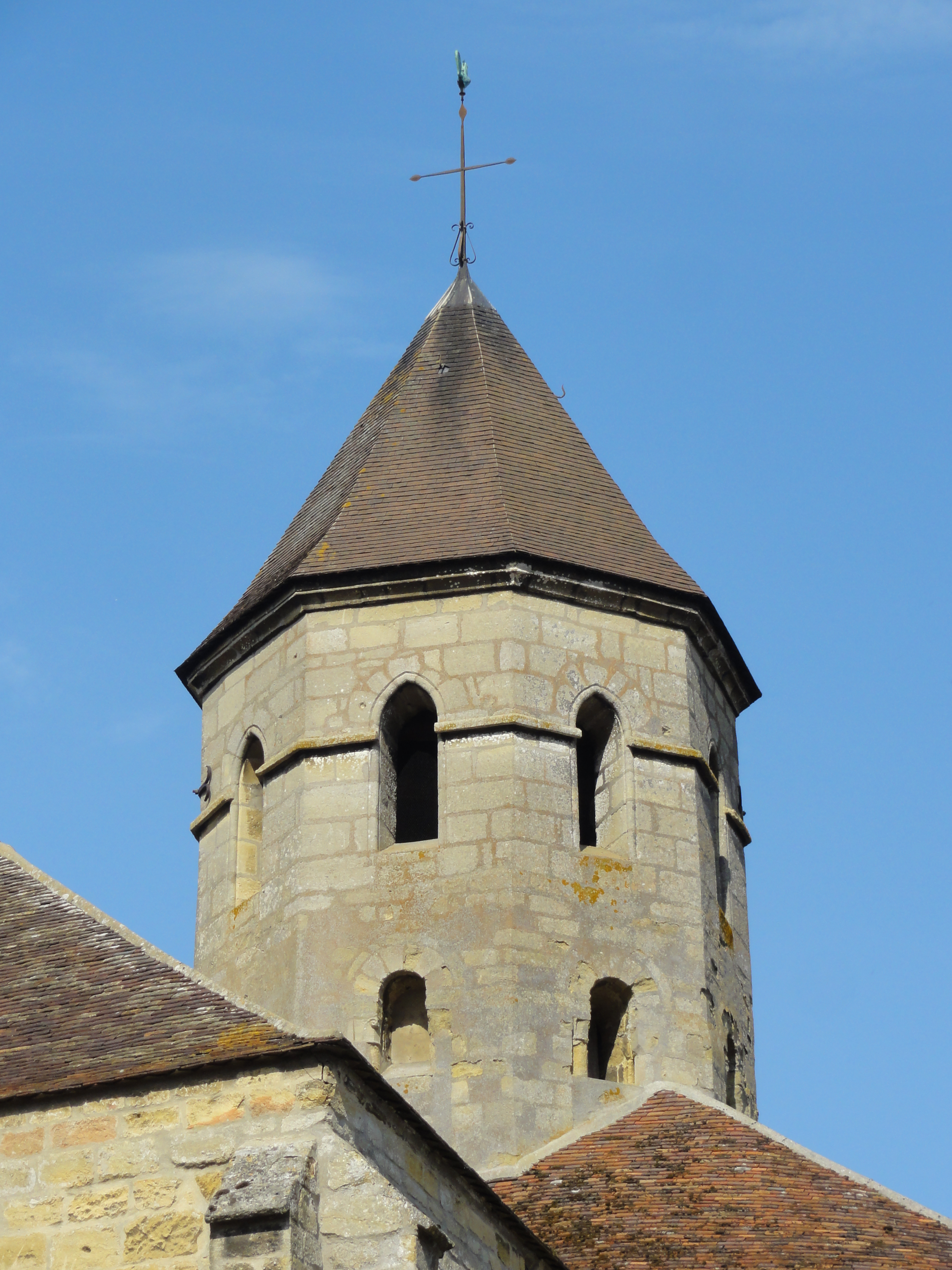
Clocher, côté nord-est.

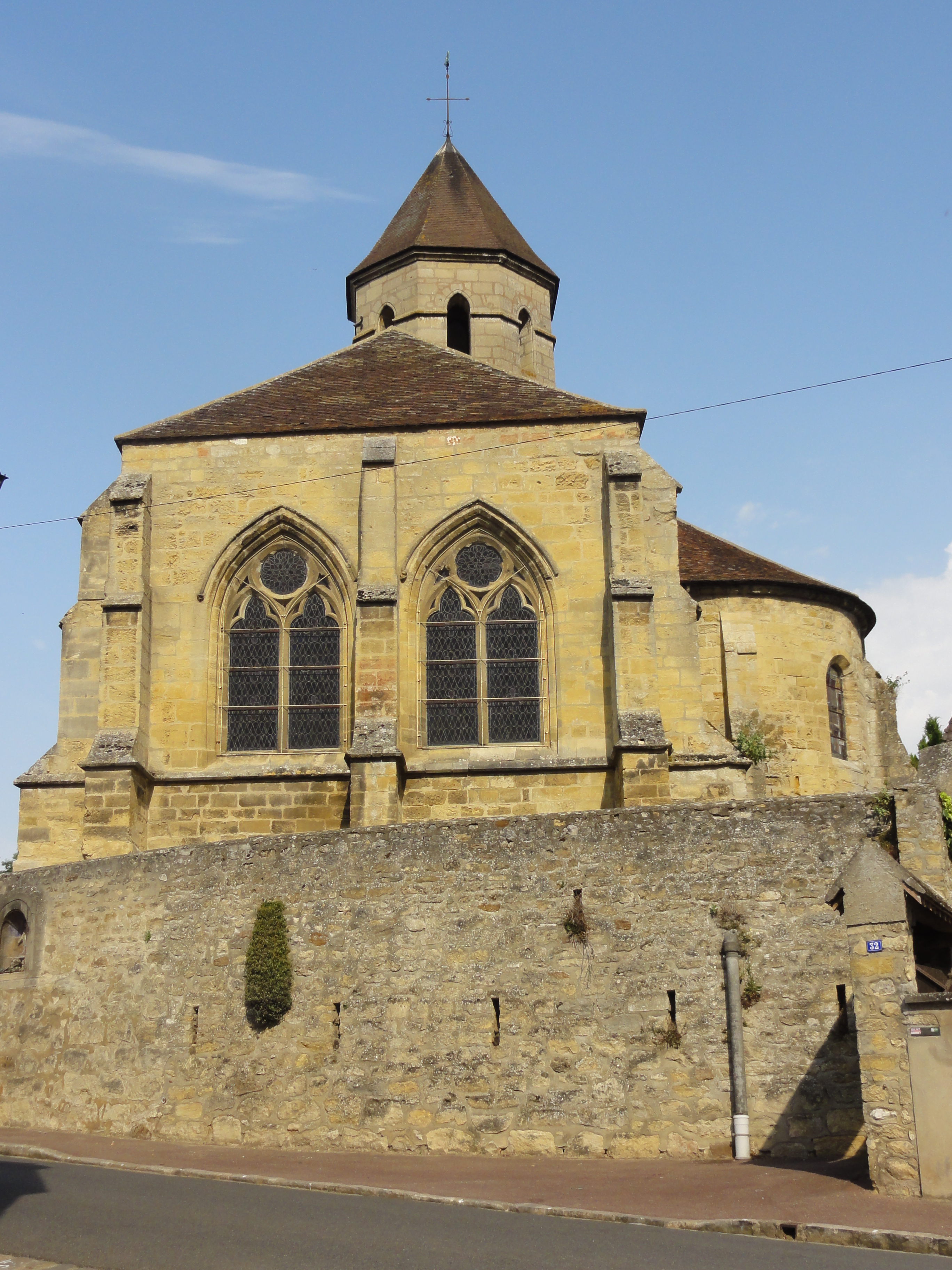
Chevet.

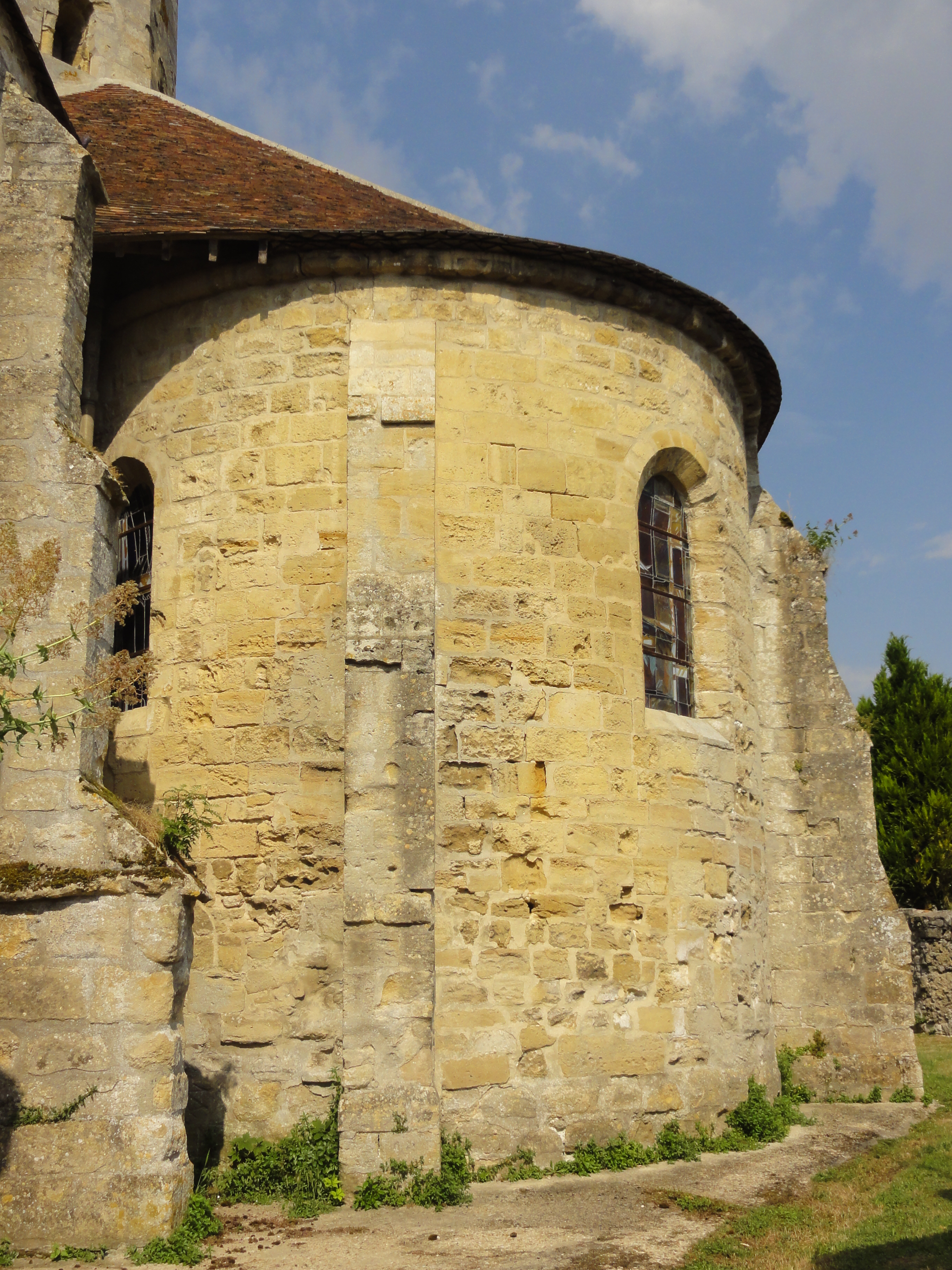
Chapelle de la Vierge.

La nef du XVIIIe siècle affiche un style classique sobre, et comme souvent à cette époque, ne porte aucune marque indiquant sa vocation d'édifice religieux. L'absence de contreforts montre qu'un voûtement n'a jamais été prévu. Les murs en moellons sont conçus pour être enduits, ce qui est encore le cas à l'extérieur. Seules les premières assises et les chaînages d'angle, réalisées en pierre de taille, sont exclues. Les chaînages font légèrement saillie, et sont censés suggérer des pilastres. Ainsi, sont-ils pourvus de bases et de chapiteaux doriques simplifiés, et portent un entablement ébauché. Celui-ci se poursuit sur les murs, et constitue leur unique ornement au nord et au sud. À l'ouest, s'y ajoute un bandeau plat au niveau des impostes du portail. La façade ne comporte pas d'autre ouverture que le portail. De grandes dimensions, il est en plein cintre, et son tympan ajouré en forme de demi-lune sert de fenêtre. Au sud, il y a deux fenêtres en plein cintre, qui encadrent une petite porte rectangulaire. La symétrie est parfaitement respectée. Le mur gouttereau nord est aveugle. Une corniche saillante termine les murs.
D'une apparence modeste, le clocher représente néanmoins un jalon intéressant dans l'architecture religieuse de la région. Il s'élève au-dessus de la croisée du transept, ce qui est le cas le plus fréquent au nord de l'Île-de-France jusqu'au XIIIe siècle. Moins courant dans la région est l'adoption d'un plan octogonal. D'autres exemples dans le Vexin et dans le département voisin de l'Oise sont Brueil-en-Vexin, Foulangues, Frémécourt, Jambville, Rieux (aujourd'hui mutilé), avec un seul étage ; Bouconvillers, Cambronne-lès-Clermont, Cauvigny, Lierville, Tracy-le-Val, avec deux étages ; et Acy-en-Multien, avec trois étages. L'étage supérieur du clocher de Poissy est également octogonal. Il a peut-être servi de modèle aux autres. — « De loin », dit Pierre Coquelle, « le clocher de Condécourt donne l'illusion d'un pigeonnier ». La disposition du premier étage est unique dans le Vexin, mais néanmoins très simple : il n'y a pas de colonnettes aux angles, et les baies en plein cintre sont cantonnées de deux colonnettes en délit, ce qui traduit un souci d'élégance, mais elles sont surmontées d'un simple rang de claveaux non moulurés, ou dans certains cas, de linteaux échancrés à claveaux simulés par des lignes gravées. Certaines colonnettes sont octogonales et torsadées, ce qui est assez rare. D'autres exemples existent sur les clochers d'Arronville (étage bouché), Omerville et Saint-Vaast-de-Longmont, et dans le chœur de Saint-Clair-sur-Epte.
La plupart des bases sont abîmées, ou ont disparu quand la partie inférieure de plusieurs baies a été bouchée lors de l'exhaussement des toitures. Celles qui subsistent présentent la curieuse disposition d'un cavet entre deux scoties, toutes ces moulures étant peu profondes. Les chapiteaux sont sculptés de volutes d'angle et de feuilles plates et lisses, et reflètent bien le style roman primitif. Il n'y a pas de tailloirs à proprement parler. Aucun élément de scansion ne souligne la limite entre les deux étages de baies. Pourtant, ils sont bien issus de deux campagnes de construction distinctes, comme le prouve l'arc brisé des baies du second étage. Elles sont simplement entourées d'un tore, sans chapiteaux. Un bandeau fait le tour de l'étage au niveau des impostes. La corniche est moulurée d'un cavet et d'un filet, ce qui évoque la période gothique flamboyante. L'architecture est toutefois trop simple pour indiquer une date exacte. — Dans son étude des clochers romans du Vexin, Pierre Coquelle classe les clochers d'Arthies, Banthelu, Brueil-en-Vexin, Boubiers, Omerville, Reilly, « et quelques autres encore » parmi les représentants du style roman primitif, et dit qu'ils datent « notoirement du XIe siècle ». Les linteaux à claveaux simulés sont une marque d'archaïsme, et se retrouvent également à Arthies (nef et clocher) et Omerville (base du clocher), et en dehors du Vexin, à Angy (nef), Frocourt (nef), Noël-Saint-Martin, Rosoy, Saint-Maximin (clocher), Villeneuve-sur-Verberie (nef), etc. L'on peut donc sans réserve ajouter le premier étage du clocher de Condécourt à cette liste. Parmi les clochers octogonaux, Brueil-en-Vexin et Condécort semblent être les plus anciens. À Condécourt, les baies du premier étage sont flanquées de colonnettes à chapiteaux, ce qui n'est pas le cas à Brueil, où la décoration fait du reste complètement défaut.
Le chœur, bâti soigneusement en pierre de moyen appareil, enveloppe le clocher, qui émerge de son toit comme s'il en faisait partie. En fait, le chœur se situe à l'est de la base du clocher, et au sud, il y a juste une étroite travée qui établit l'intercommunication entre la nef et le chœur. Cette travée ne possède pas de fenêtre, mais l'on y voit un ancien portail en tiers-point. Bien que bouché, il est toujours d'un bel effet grâce à son tympan monolithique arborant une arcature trilobée en bas-relief. Elle se caractérise par une modénature aigüe, tandis que l'ensemble du portail est entouré d'un tore continu, sans chapiteaux. Sur le chœur proprement dit, un larmier court à la limite des allèges, et passe autour des contreforts. Ceux-ci se retraitent par un glacis immédiatement au-dessus, ainsi que par un larmier au niveau des impostes des fenêtres, avant de s'amortir par un glacis formant larmier. Les deux contreforts orthogonaux par angle s'arrêtent deux assises en dessous du sommet des murs, mais le contrefort central du chevet va jusqu'en haut. Il suggère un chœur double, à deux vaisseaux, ce qui n'est pas le cas. Les deux fenêtres du chevet ne sont pas alignées au milieu entre deux contreforts, mais touchent toutes les deux au contrefort central. Elles sont entourées d'un double ressaut chanfreiné, et surmontées d'un tore, qui retombe de chaque côté sur une petite sculpture mutilée. Les deux fenêtres du sud et les deux fenêtres du chevet sont à deux lancettes, surmontées d'un oculus rond. Au chevet, les lancettes inscrivent des têtes trilobées très fines, et tous les écoinçons sont ajourés. Au sud, ils sont aujourd'hui pleins. Tous les meneaux affectent un profil chanfreiné aigu. Au nord, il n'y a qu'une seule fenêtre, qui est sans lancette. L'oculus au sommet prend appui sur une barre horizontale. Quant à la chapelle de la Vierge, elle est épaulée par des contreforts à trois ressauts très saillants, caractéristiques de la première période gothique, et munie d'une corniche où des cubes alternent avec deux ovales taillées en biseau. L'on trouve une version plus aboutie de cette corniche à Avernes, Longuesse et Seraincourt, où elle repose sur des modillons moulurés ou sculptés.

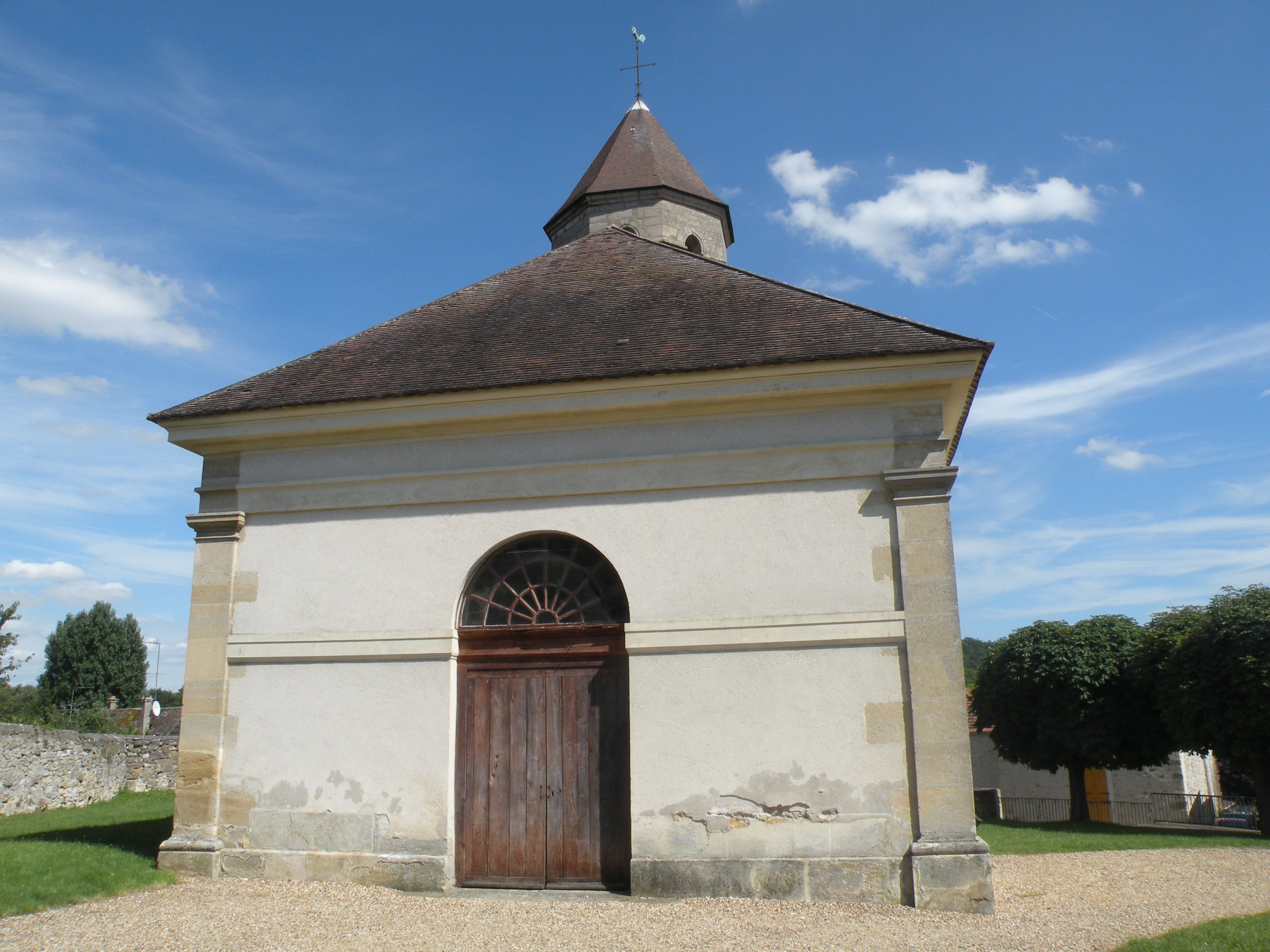
Façade occidentale.
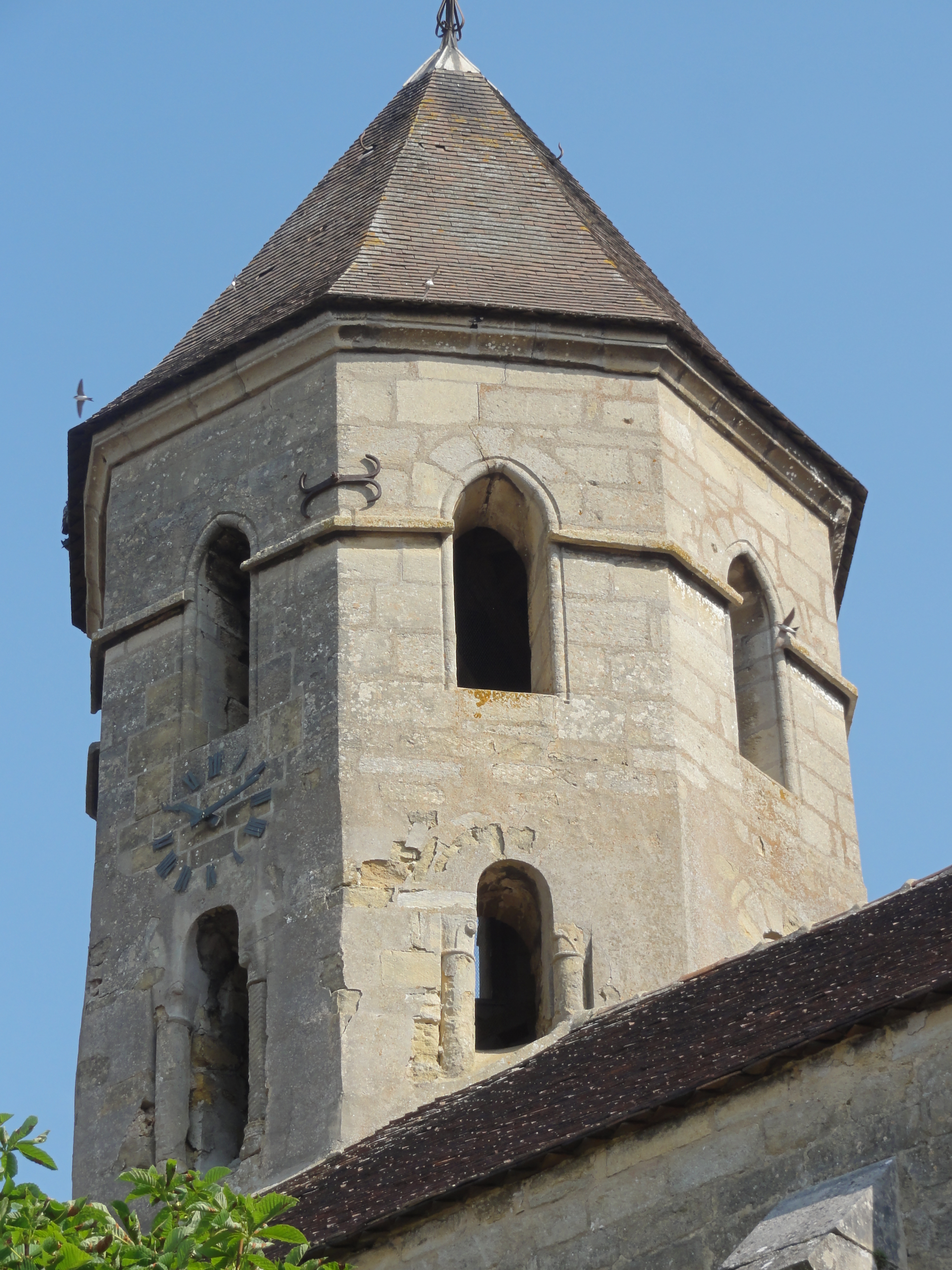
Clocher, côté sud-est.
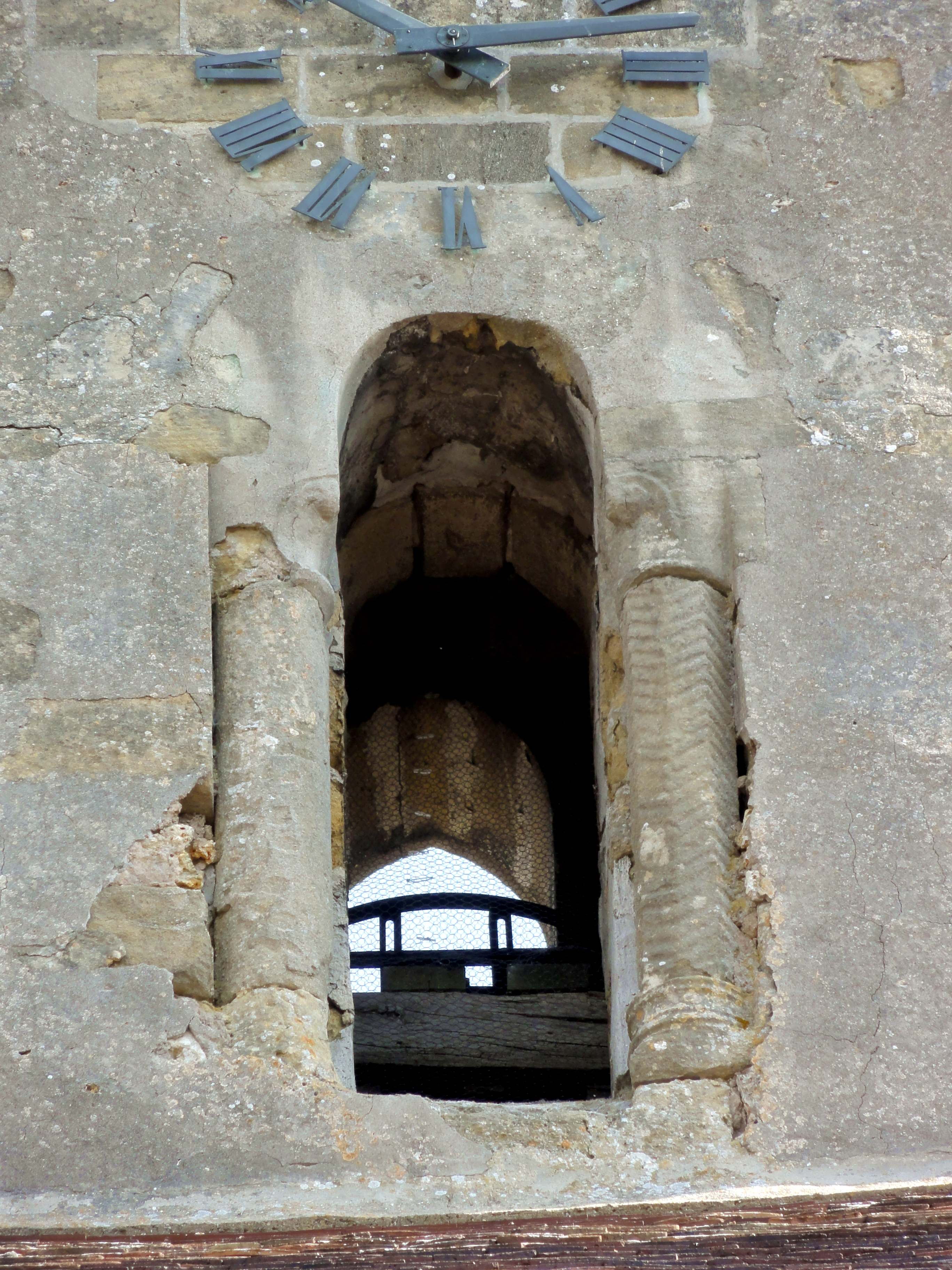
Baie du 1er étage.
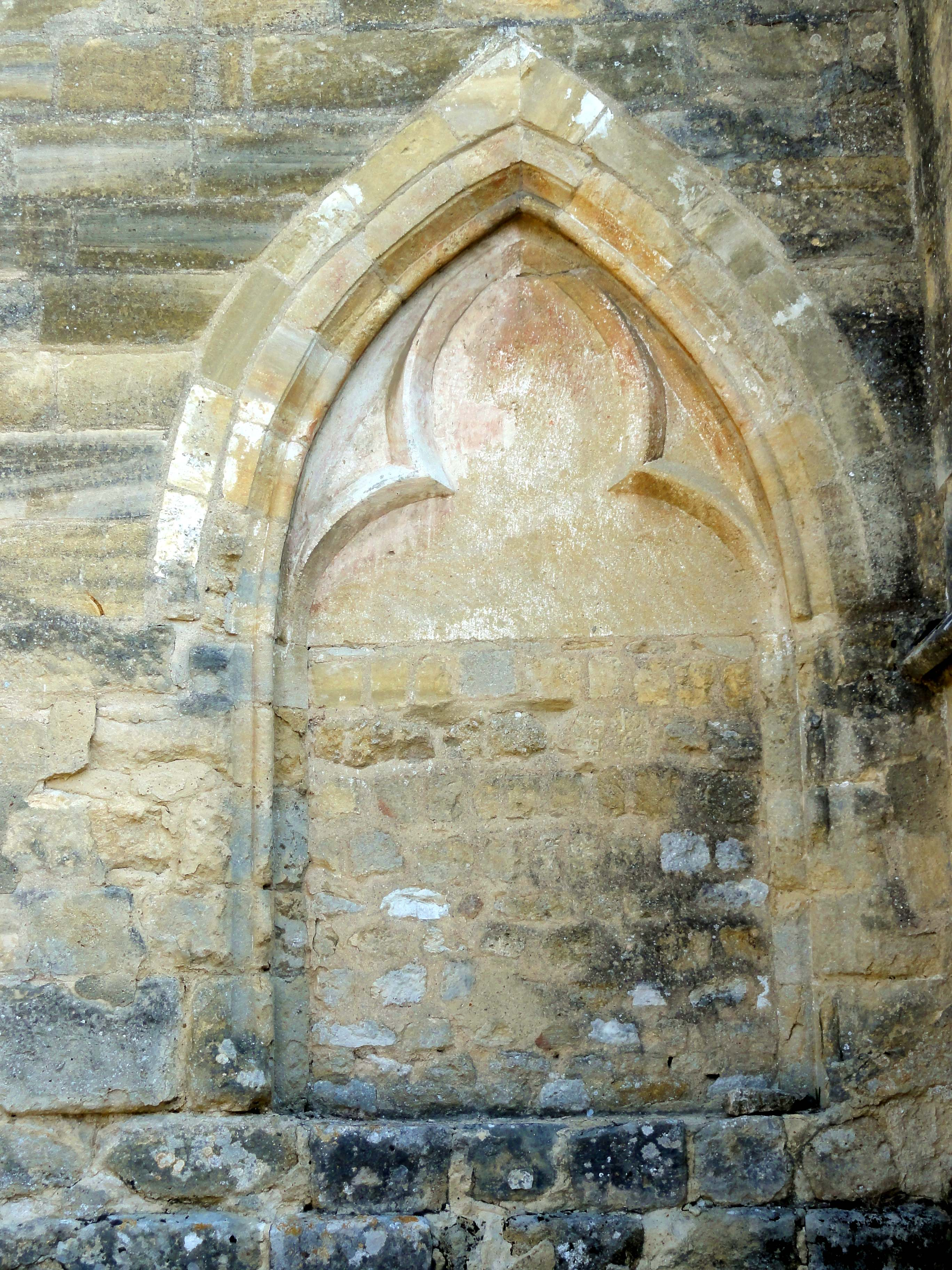
Porte gothique bouchée.
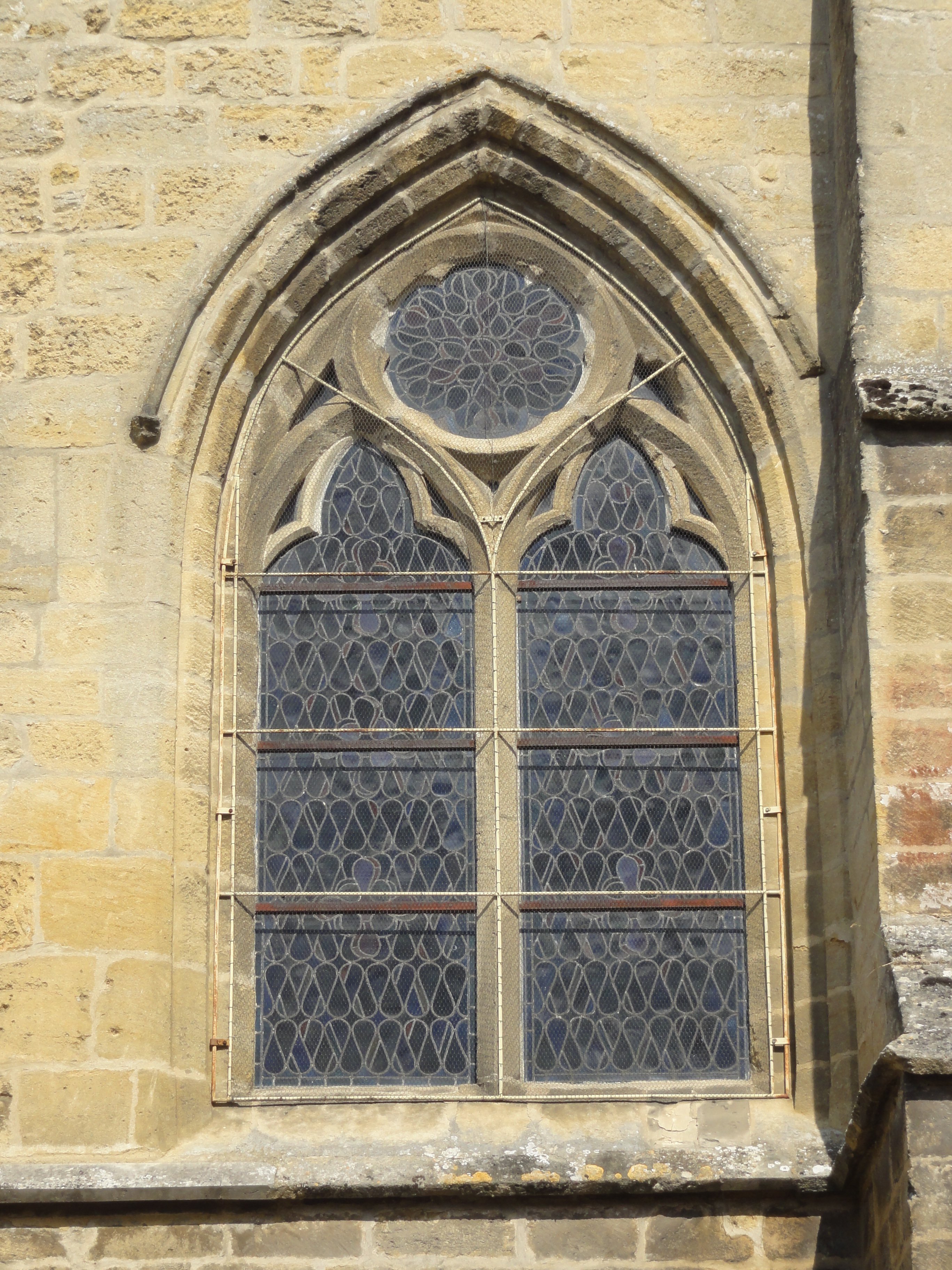
Fenêtre du chevet.
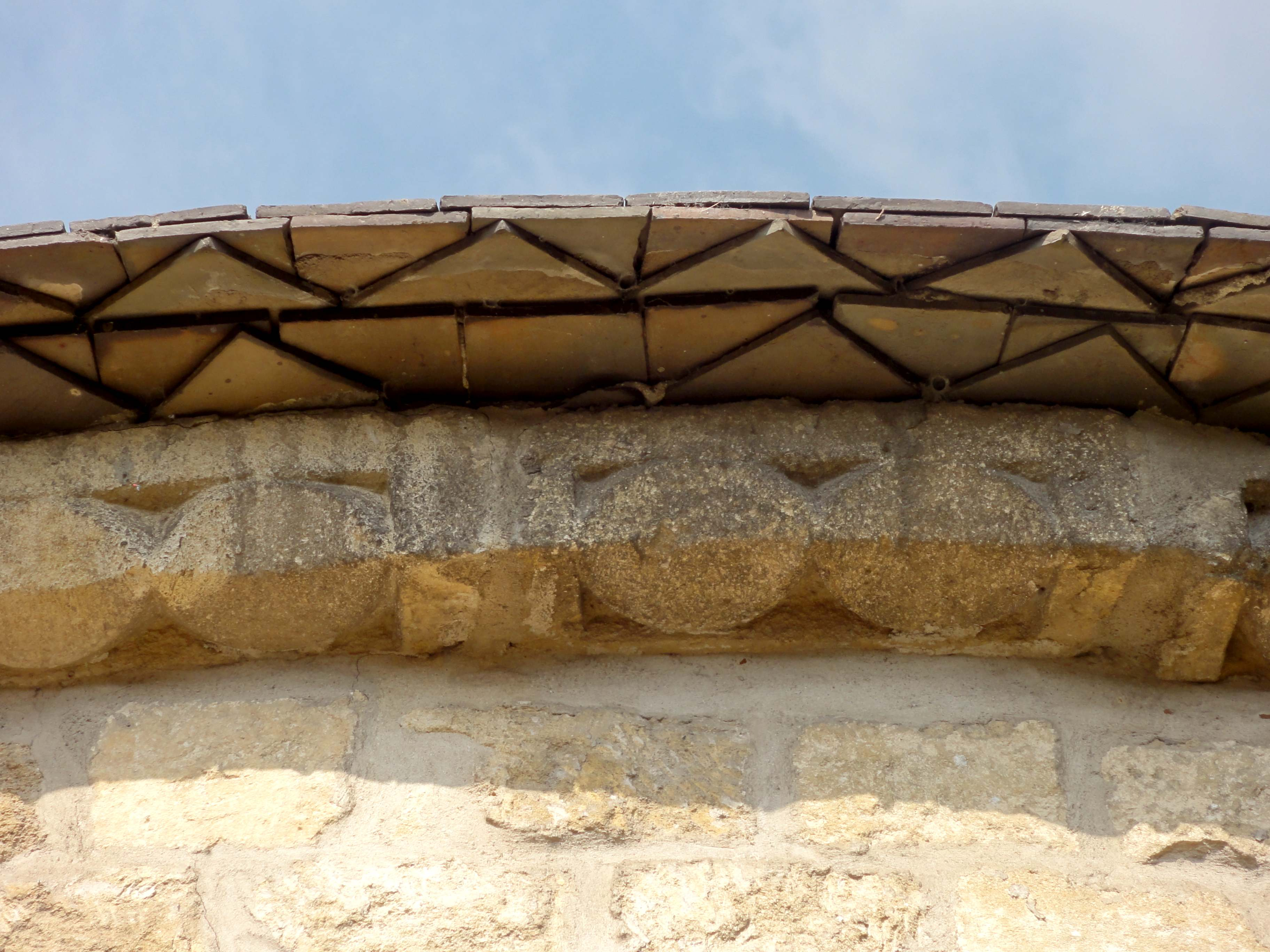
Corniche de la chapelle.

### Intérieur

#### Nef

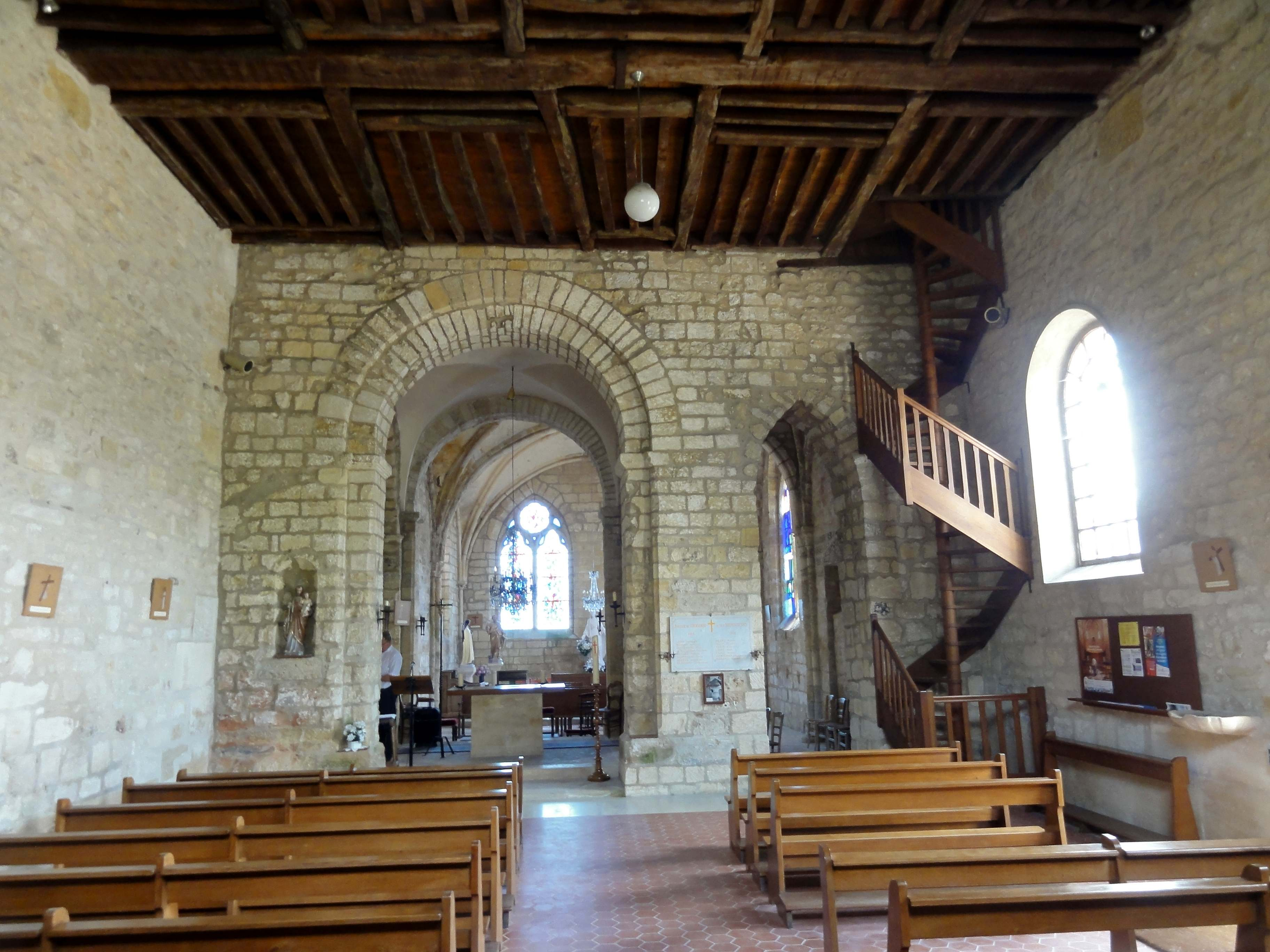
Nef, vue vers l'est.

La nef est une salle carrée de dimensions moyennes, relativement claire malgré la faible importance de la surface vitrée grâce à l'emploi exclusif de verre blanc, et non de vitraux. Contrairement à l'intérieur, les murs ne sont pas enduits, ce qui est certainement contraire à l'esprit de l'architecture classique du XVIIIe siècle, mais contribue à atténuer le contraste entre cette construction et la base du clocher de la fin du XIe siècle, que rien ne rapproche, en principe, sur le plan stylistique. L'appareil est néanmoins très similaire, avec des pierres sorties d'une même carrière ou de carrières proches, et dans leur état actuel, la nef et la base du clocher partagent leur aspect sobre et rustique. Le plafond en bois n'est pas lambrissé. Les solives sont portées par deux chevêtres. Le premier compartiment est subdivisé en trois triangles par deux poutres diagonales. Les solives sont donc placées dans le sens longitudinal au revers de la façade, et dans le sens perpendiculaire au droit des murs gouttereaux. Des plafonds de bois tout aussi rustiques se trouvent également à Brignancourt, au Heaulme, à Tessancourt-sur-Aubette et dans le chœur de Berville. Le sol est pavé de tomettes en terre cuite. L'angle sud-est, près de l'arcade du passage vers le chœur, est occupé par un escalier en colimaçon récent, qui dessert les combles. Tout le mur oriental, avec l'arcade en plein cintre à double rouleau ouvrant dans la base du clocher, et l'arcade en tiers-point très aigüe vers le passage, appartient aux campagnes de construction de ces parties de l'église. Du fait de la nudité des murs, le regard est automatiquement attiré par ces arcades, et notamment celle vers la base du clocher, qui abrite actuellement le chœur liturgique. Peu de nefs dans le département sont aussi dépouillées ; comme autres exemples, l'on peut notamment citer Saint-Brice-sous-Forêt.

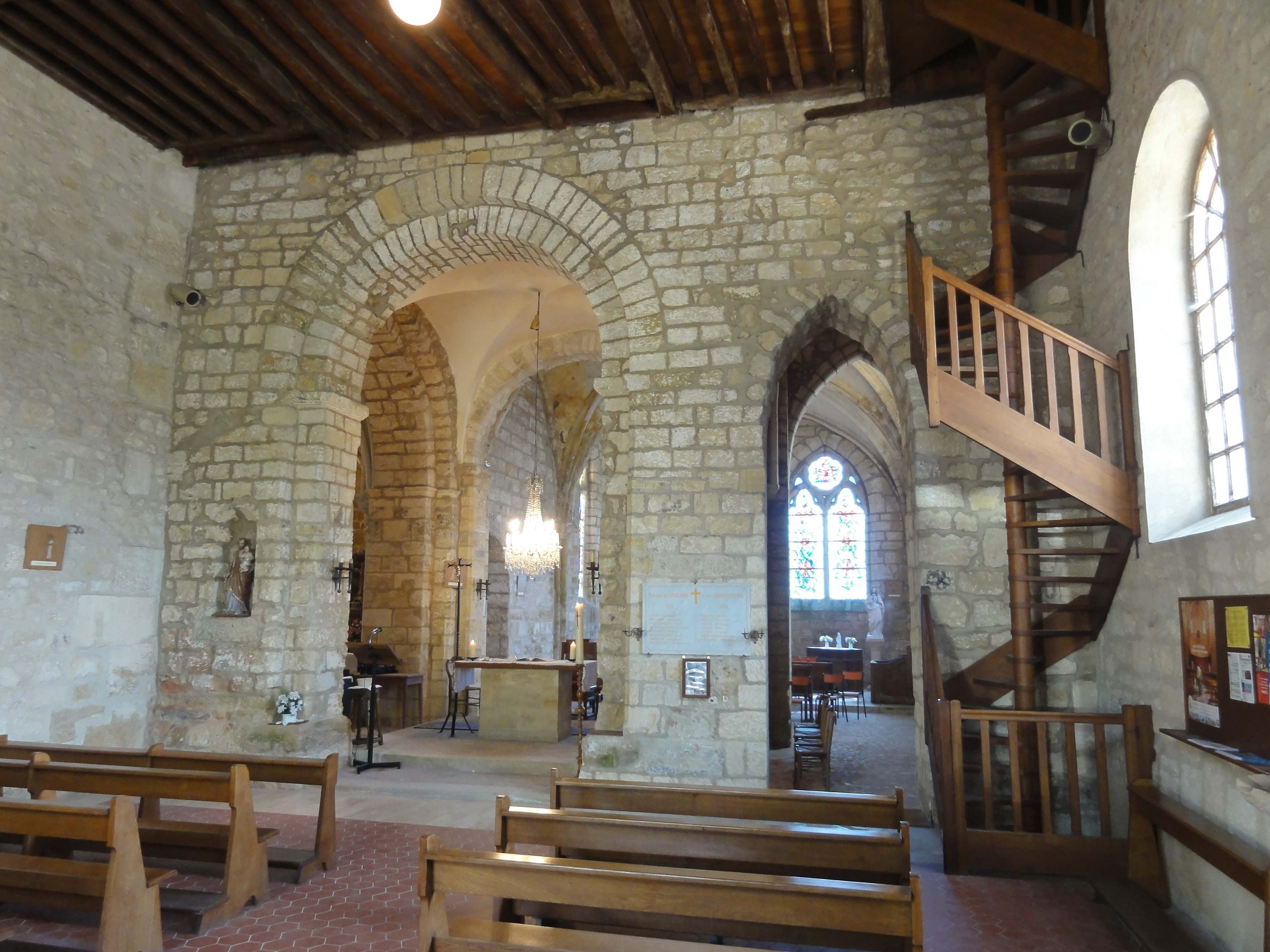
Nef, vue vers l'est.
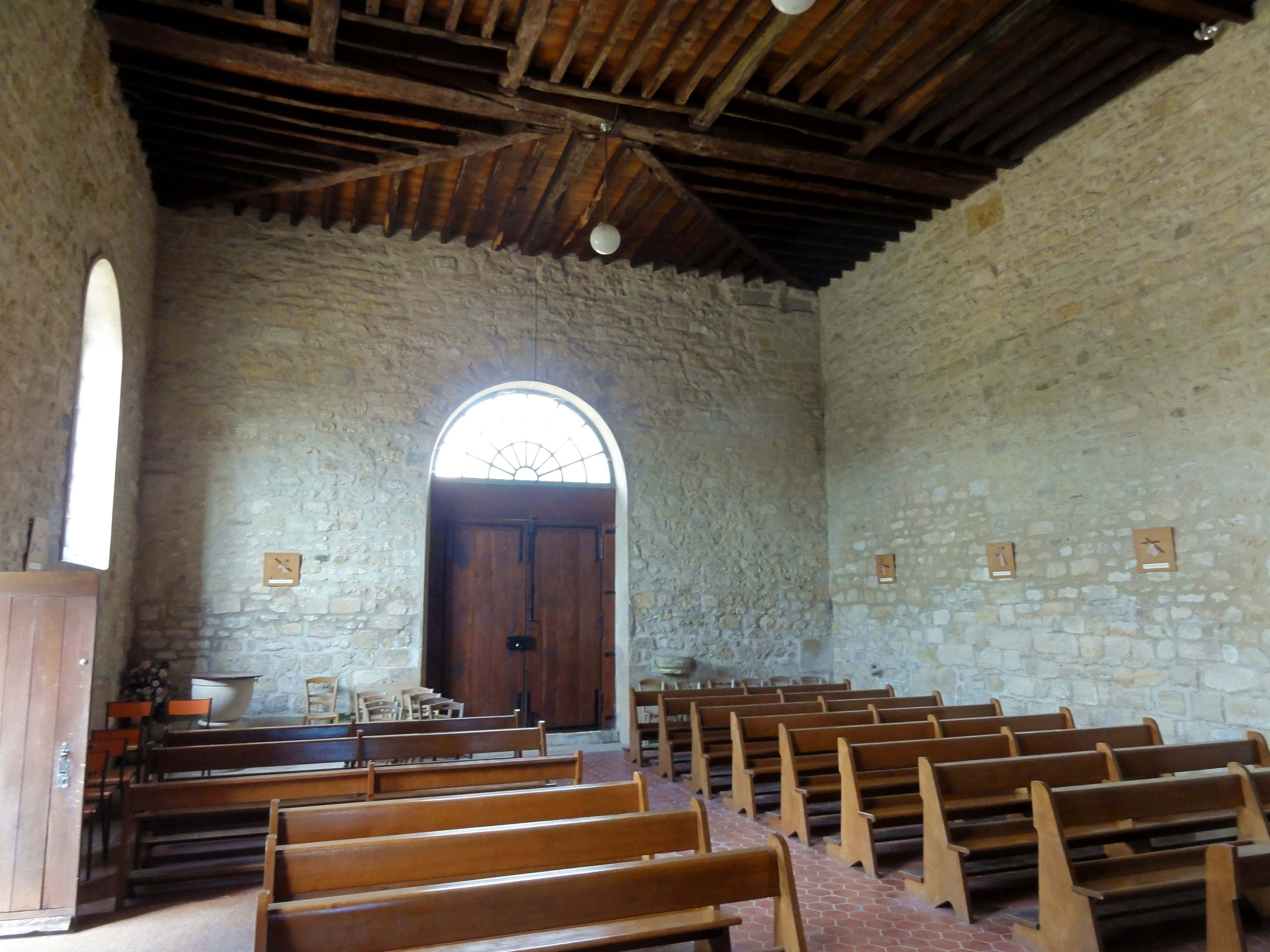
Nef, vue vers l'ouest.
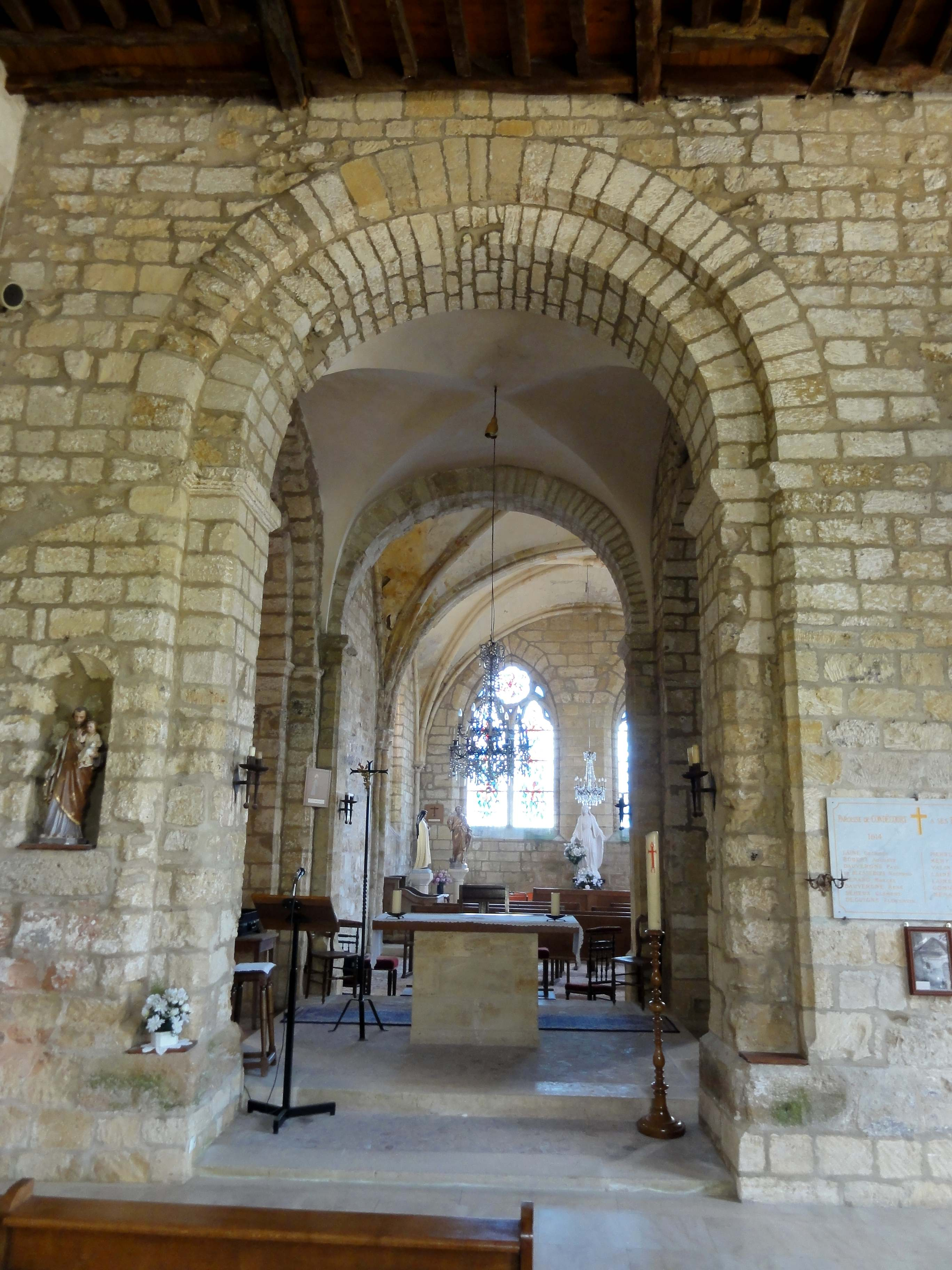
Vue dans la base du clocher.
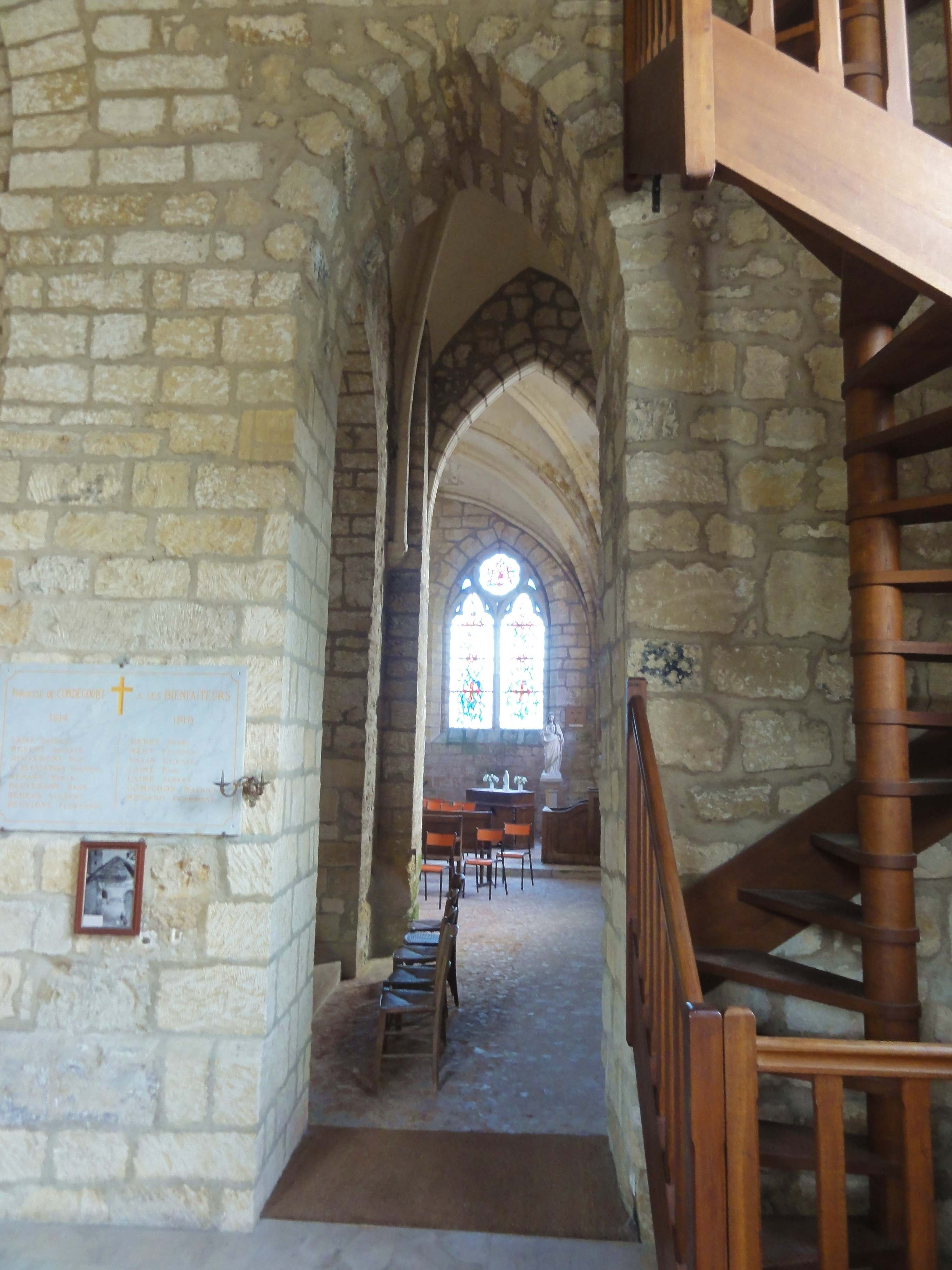
Vue dans le passage.
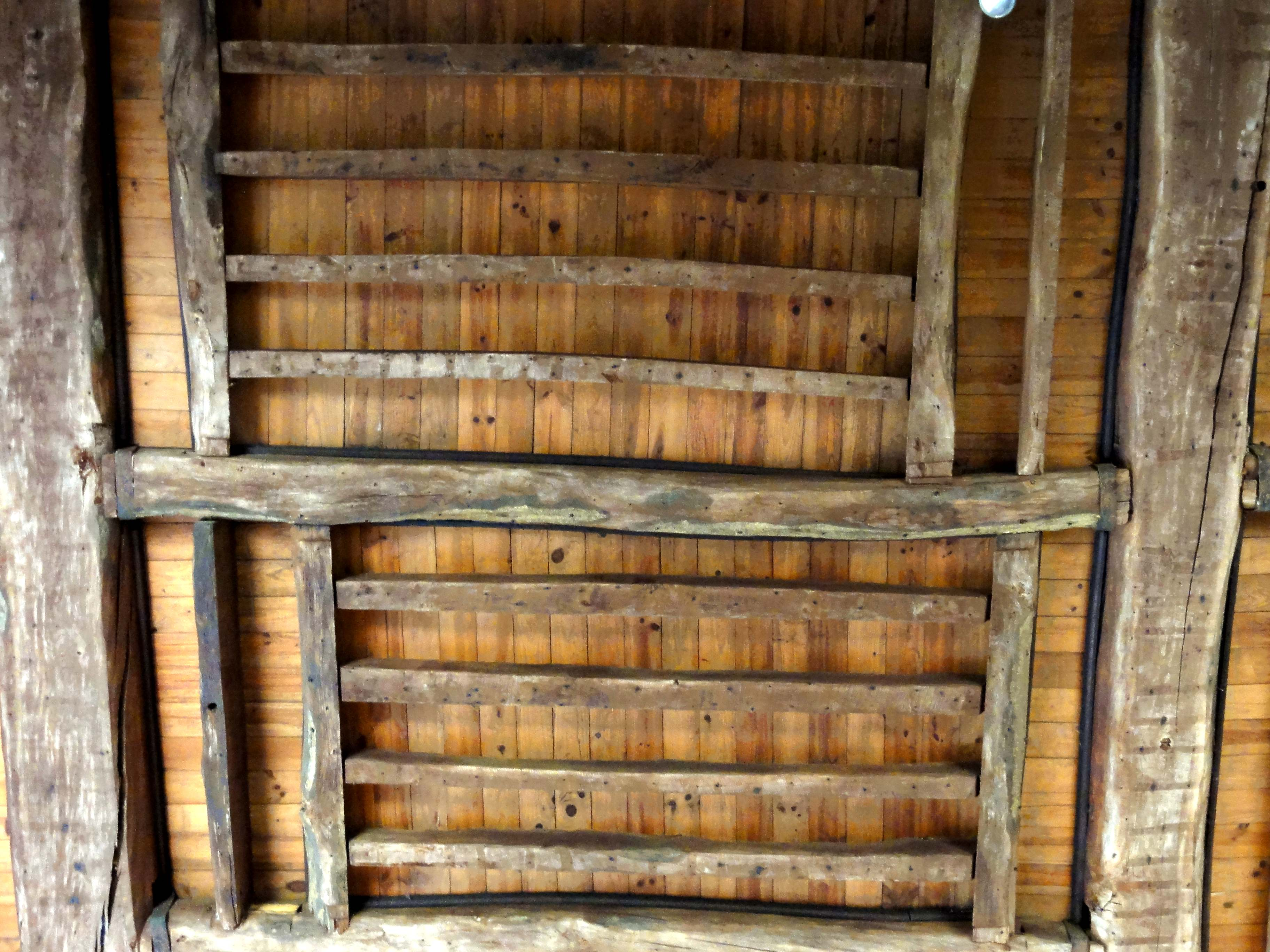
Plafond.

#### Base du clocher

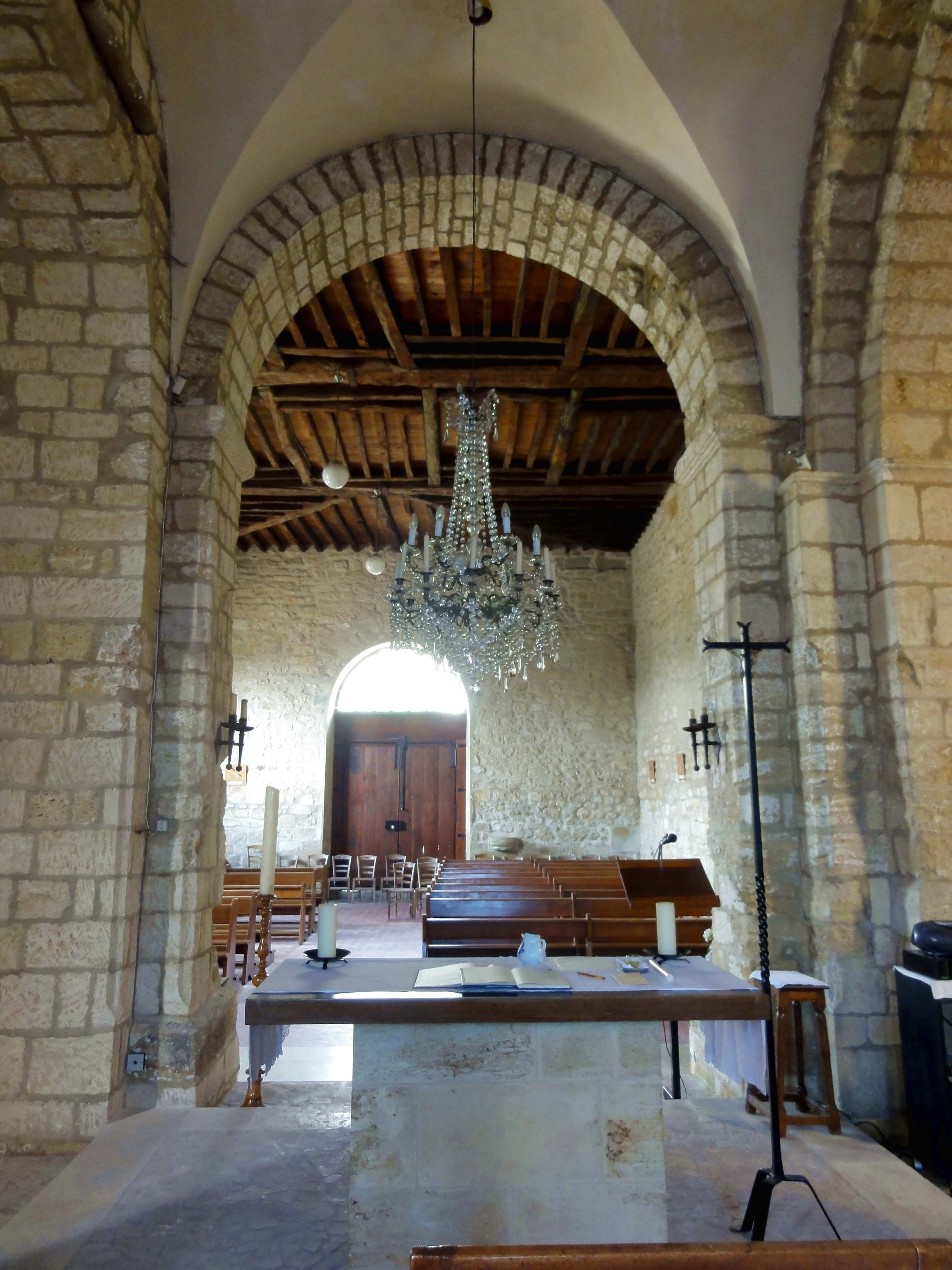
Vue vers l'ouest.

Le clocher repose sur quatre piles carrées, dans lesquelles des pilastres sont engagés pour supporter le rang de claveaux inférieur des arcades vers la nef et vers le chœur. Ces arcades sont donc à double rouleau, mais seulement en regardant depuis la nef ou le chœur. À l'intérieur de la base du clocher, le rouleau supérieur est incorporé dans la voûte. Les arcades sont en plein cintre, et retombent sur de simples impostes, dont le profil est d'une plate-bande au-dessus d'un double ressaut, décorés de dents-de-scie en faible relief. Il n'y a donc pas encore de colonnettes à chapiteaux. C'est une caractéristique du style roman primitif dans la région, qui est partagée avec les bases des clochers de Banthelu, Boubiers, Bouconvillers, Brueil-en-Vexin, Épône, Fay-les-Étangs, Follainville, Fontenay-Saint-Père, Frémécourt, Gadancourt, Gassicourt, Lierville, Omerville, Reilly, Serans et Senots. Des voûtes d'arêtes se rencontrent toujours sous les clochers d'Achères, Arthies, Boubiers, Cormeilles-en-Vexin, Davron, Feucherolles, Follainville, Saint-Gervais, Limetz, Orgeval, Reilly, Seraincourt et Tessancourt-sur-Aubette. Plusieurs sont déjà pourvues de colonnettes à chapiteaux. Le voûtement d'arêtes est employé à la même époque que le voûtement en berceau, qui concerne quelques-unes des bases de clocher avec des arcades retombant sur de simples impostes. L'église de Condécourt était primitivement dépourvue de transept, ou possédait des chapelles latérales très basses : en effet, la partie supérieure d'une ancienne fenêtre subsiste au-dessus de l'arcade méridionale, qui ouvre sur le passage entre chœur et nef. L'ébrasement de cette fenêtre est enduit, blanchi à la chaux, peint en faux-appareil, et décoré de fleurettes. Cette polychromie architecturale ancienne, parfaitement bien conservée, montre bien que les murs de l'église romane ne devaient pas être à pierre apparente. La fenêtre, quant à elle, explique aussi pourquoi l'arcade septentrionale, qui assure la communication avec la chapelle de la Vierge, peut être en tiers-point (sachant que l'arc brisé ne fait son apparition dans la région qu'au second quart du XIIe siècle) : tout comme l'arcade en plein cintre au sud, elle a été réalisée après-coup, grâce à une reprise en sous-œuvre. Si l'on n'a pas jugé nécessaire d'équiper l'arcade méridionale de tailloirs, l'arcade septentrionale retombe sur des impostes d'un profil différent des tailloirs romans. Ils sont situés plus bas que ces derniers, ce qui est la conséquence directe du tracé en tiers-point de cette arcade. L'arcade septentrionale utilise tout l'espace libre entre les piliers, ce qui n'est pas le cas au sud : la moitié de l'arc d'une porte reste visible dans l'appareil près de la pile sud-est. Il n'est plus possible de savoir si elle donnait sur une absidiole, ou sur l'extérieur,.

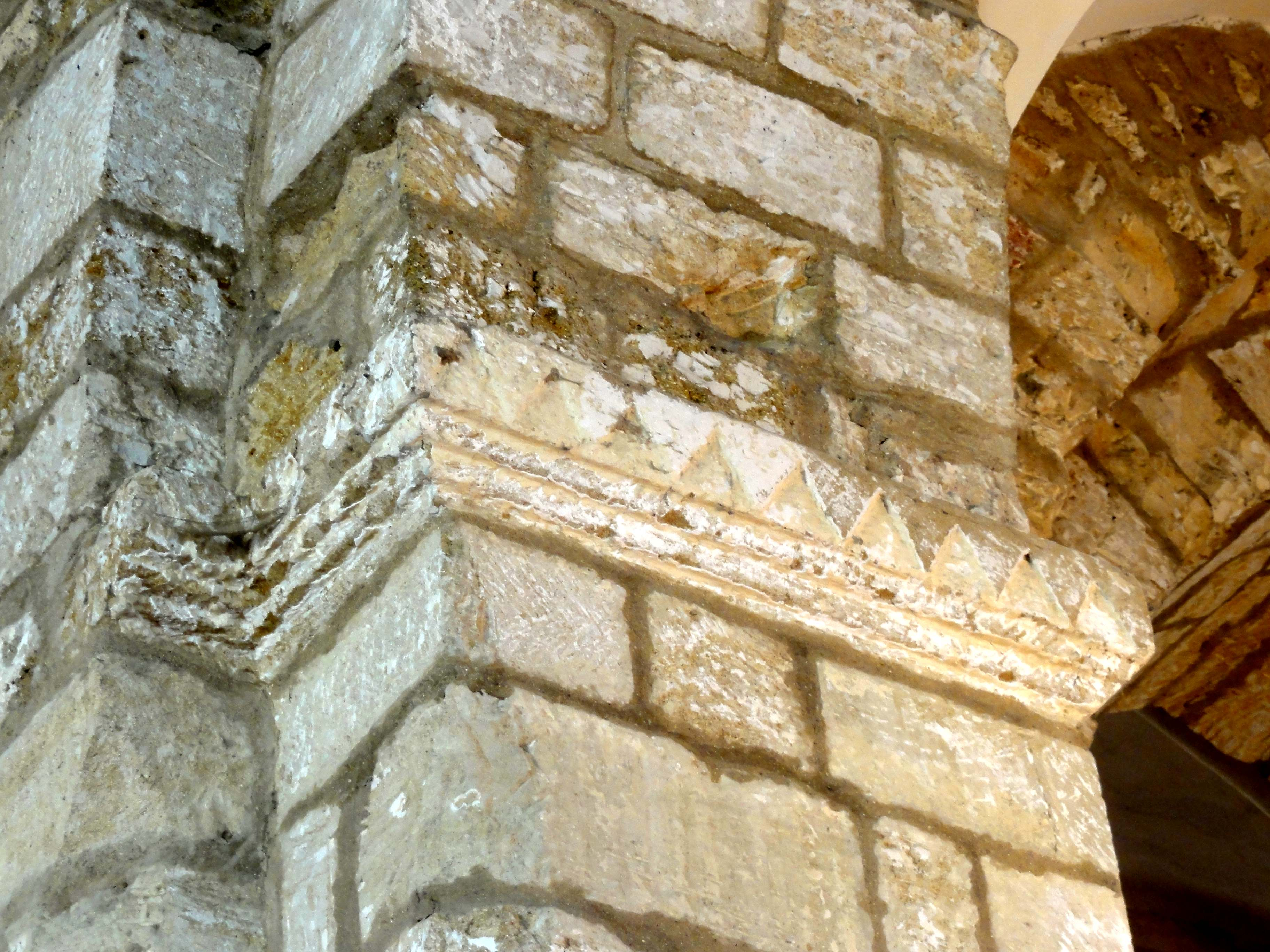
Impostes à dents-de-scie.
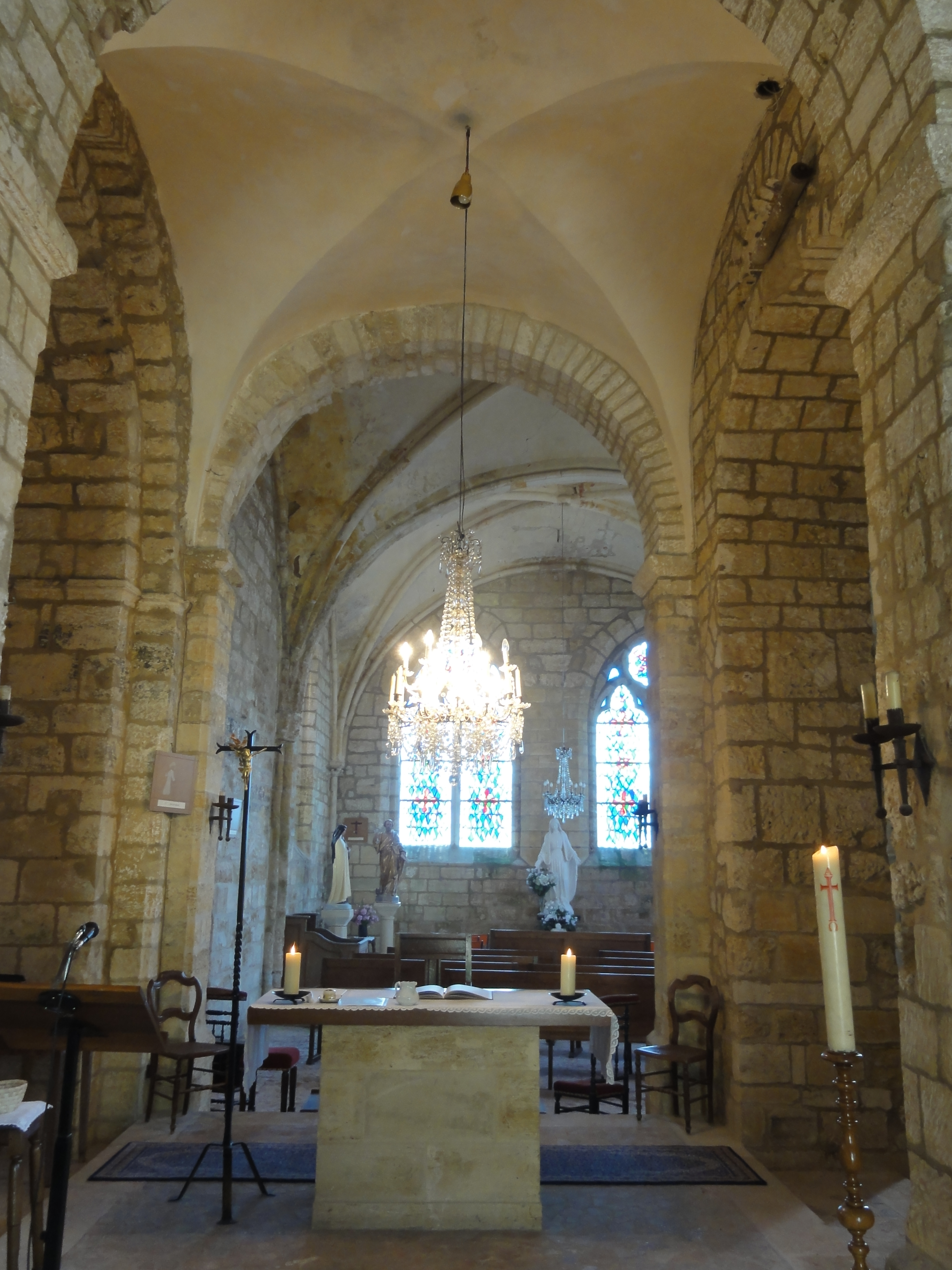
Vue vers l'est.
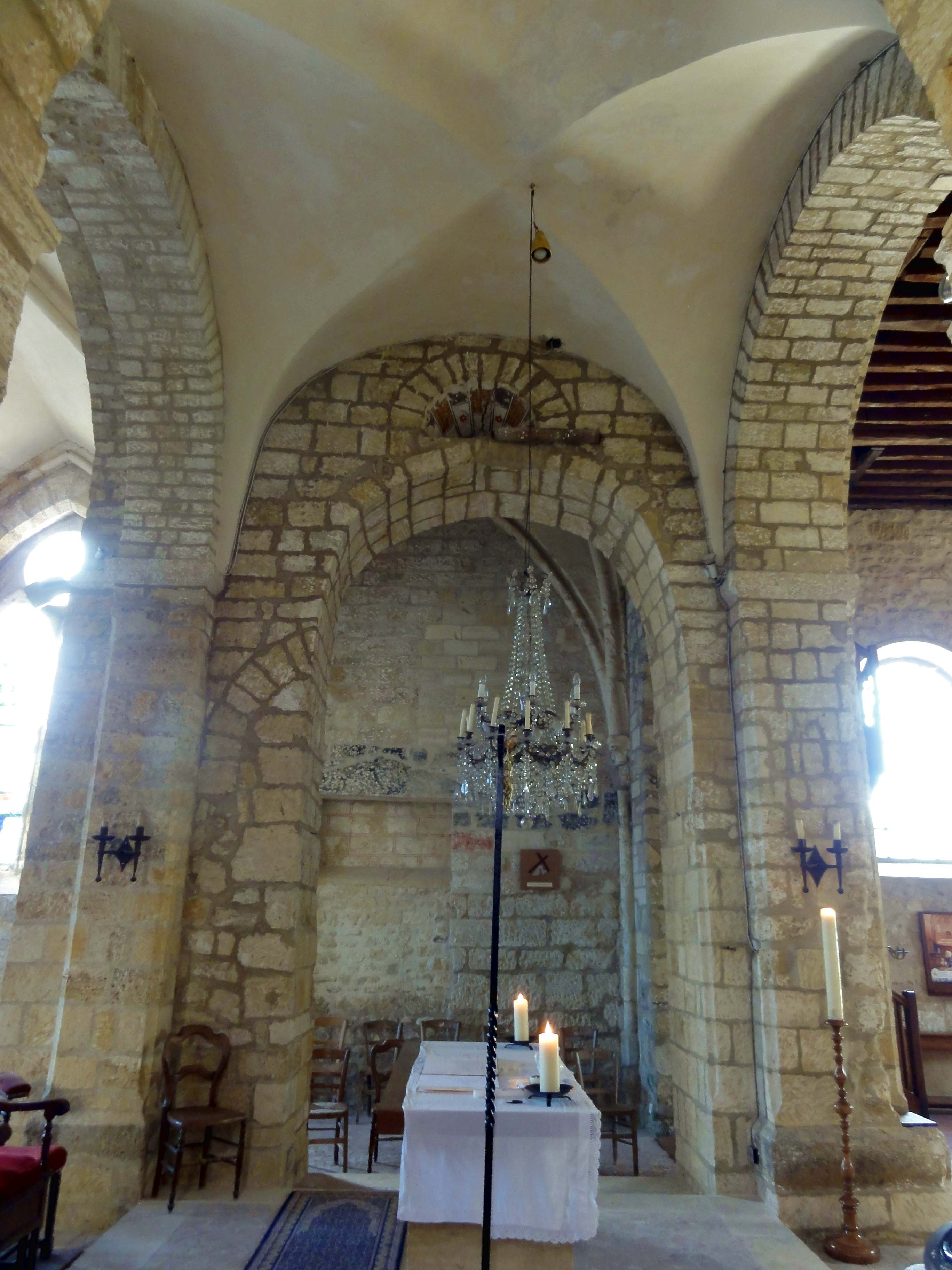
Vue vers le sud.
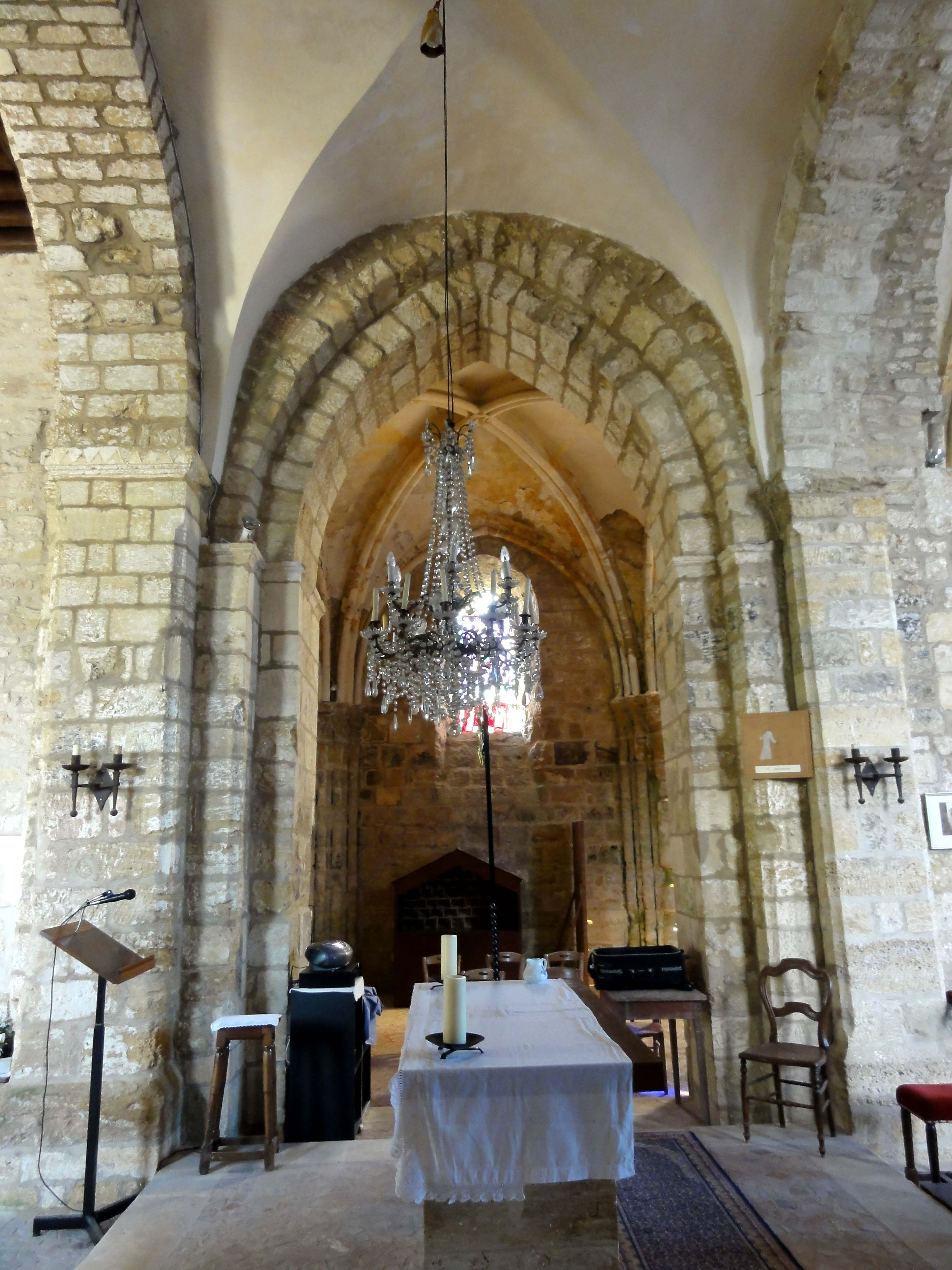
Vue vers le nord.
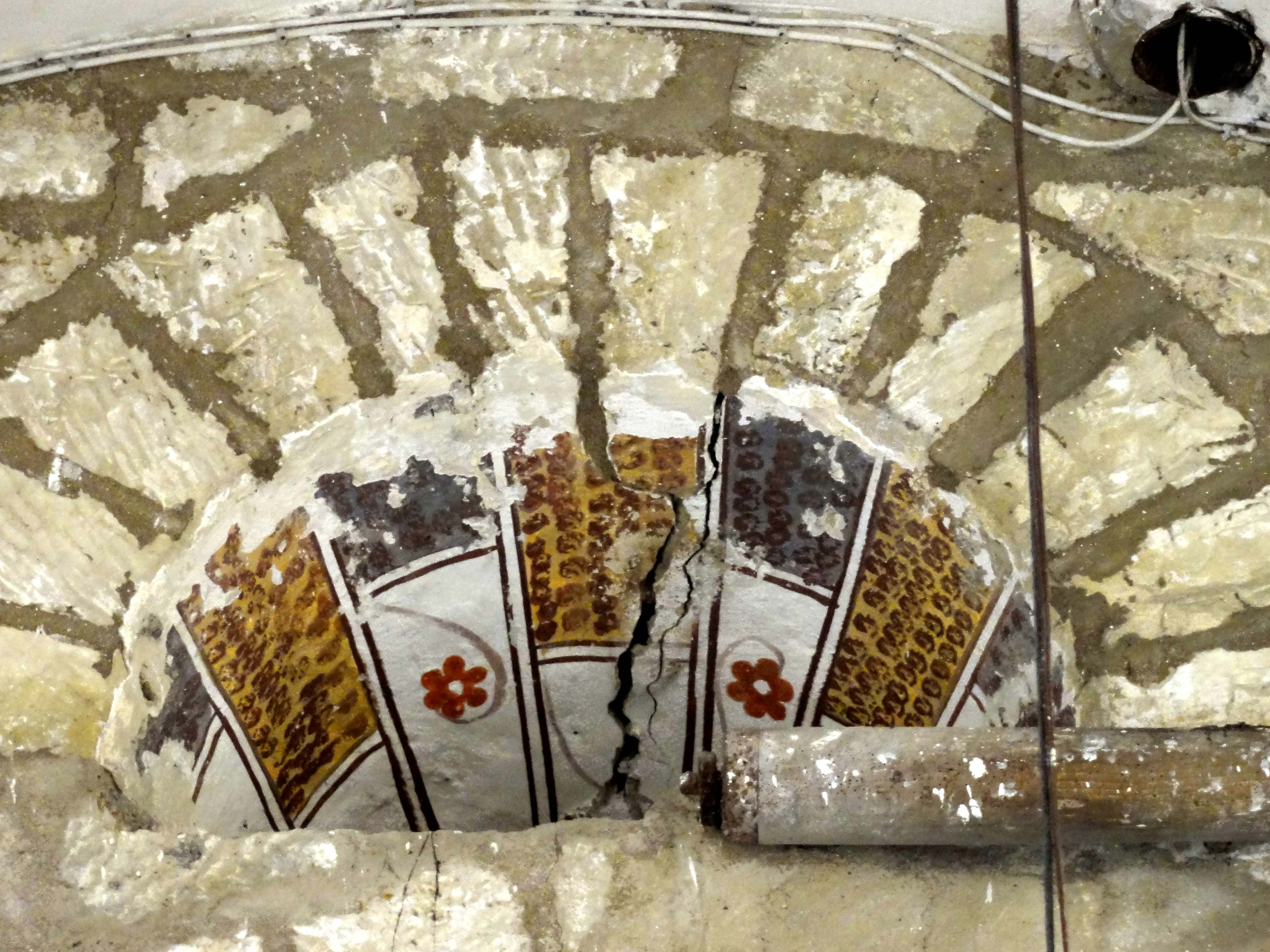
Ancienne fenêtre côté sud.

#### Chœur et passage

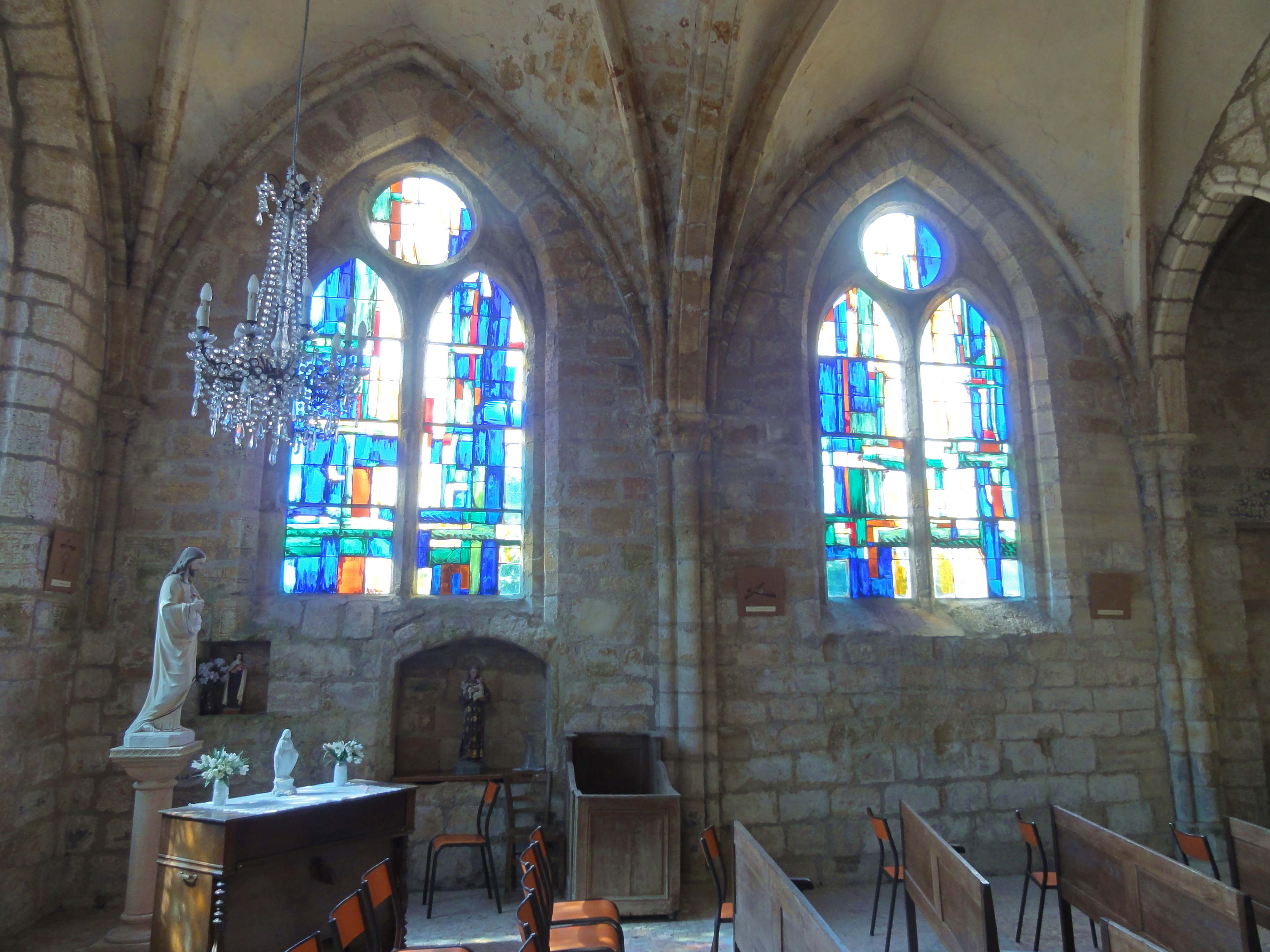
Vue vers le sud.

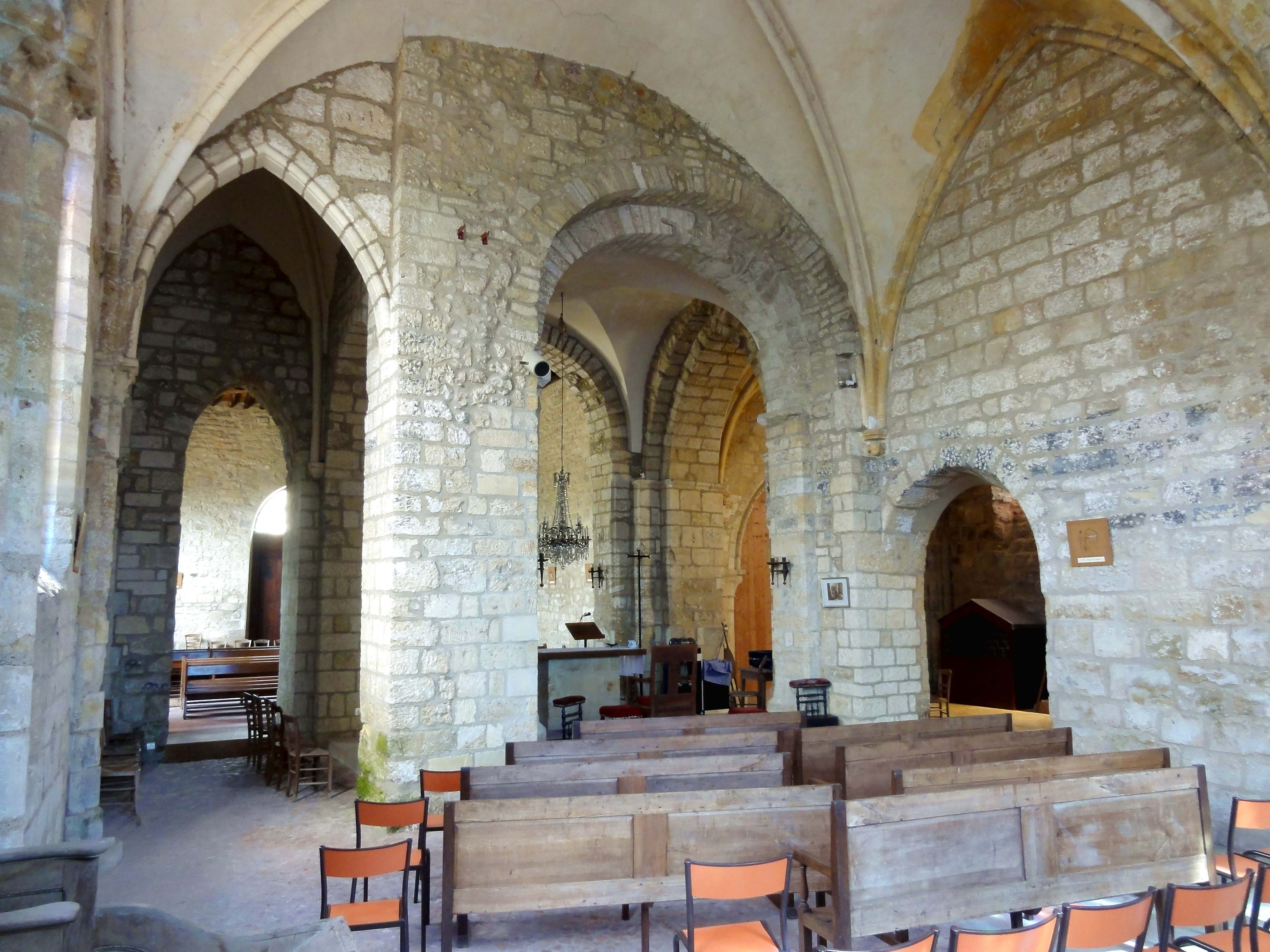
Vue vers l'ouest.

Comme déjà la nef et la base du clocher, le chœur est lui aussi approximativement carré. Sans doute parce que l'arcade de la base du clocher est un peu plus large que la moitié du vaisseau, le maître d'œuvre n'a pas opté pour quatre voûtes retombant sur un pilier central, mais a pris le parti de recouvrir le chœur de seulement deux voûtes, et de créer ainsi un espace unifié. Le plan barlong très prononcé des voûtes implique un arc-doubleau en plein cintre, et un formeret également en plein cintre au chevet, tandis que les formerets latéraux sont aigus. Avec ses deux fenêtres en tiers-point sous un formeret unique en plein cintre, le chevet ne paraît pas très harmonieux. Seulement l'élévation méridionale est symétrique. À l'ouest, l'architecture est largement déterminé par la base du clocher, et au nord de la première travée, une arcade en plein cintre oblique et assez sommaire ouvre dans la chapelle de la Vierge. Sans raison apparente, la baie de la deuxième travée est plus étroite que les autres.
À l'intersection entre deux travées, les nervures des voûtes retombent sur des faisceaux de trois fines colonnettes à chapiteaux, et dans les angles du chevet, sur des colonnettes uniques. Les fûts sont appareillés, et les corbeilles sont sculptées de crochets stéréotypés en usage pendant le second quart du XIIIe siècle, tandis que les tailloirs carrés sont sommairement profilés d'une plate-bande et d'un biseau. Dans les angles nord-ouest et nord-est du passage, l'on s'est contenté de culs-de-lampe sculptés de feuilles appliquées, car les contreforts plats des piles du clocher ne laissent pas libres les angles, et impliquent une légère irrégularité de la voûte. Dans l'angle nord-ouest du chœur, les ogives et formerets sont reçus sur un cul-de-lampe sculpté d'un buste humain devenu aujourd'hui méconnaissable. Ici, le tailloir est plygonal, et mouluré d'une plate-bande, d'une rainure et d'un cavet, ce qui rappelle la corniche du dernier étage du clocher. Le recours à des culs-de-lampe, notamment dans les croisillons du transept, n'est pas exceptionnel à l'époque de construction. Comme autres exemples, l'on peut citer Bréançon, Glaignes, Nointel, Pondron, Rocquemont, ou le chœur-halle de Brenouille. Les ogives affectent le profil d'un tore en forme d'amande, et les doubleaux sont au profil d'un méplat entre deux tores. Si ces profils existent à la première période gothique, la minceur des nervures et supports évoque une période déjà avancée du XIIIe siècle, mais contrairement à ce que suggère la modénature chanfreinée des fenêtres, les motifs de la sculpture excluent la période rayonnante tardive, et l'approche de la période gothique flamboyante. Les clés de voûte du chœur sont percées d'un trou, et ornées de quelques petites feuilles en bas-relief tout autour. L'on note que les voûtes sont toujours enduites, et que la polychromie ancienne tend à réapparaître sous les badigeons. Le bandeau noir d'une litre seigneuriale a résisté au débadigeonnage dans le passage, et au nord de la première travée, bien que la litre devait être appliqué sur le badigeon.

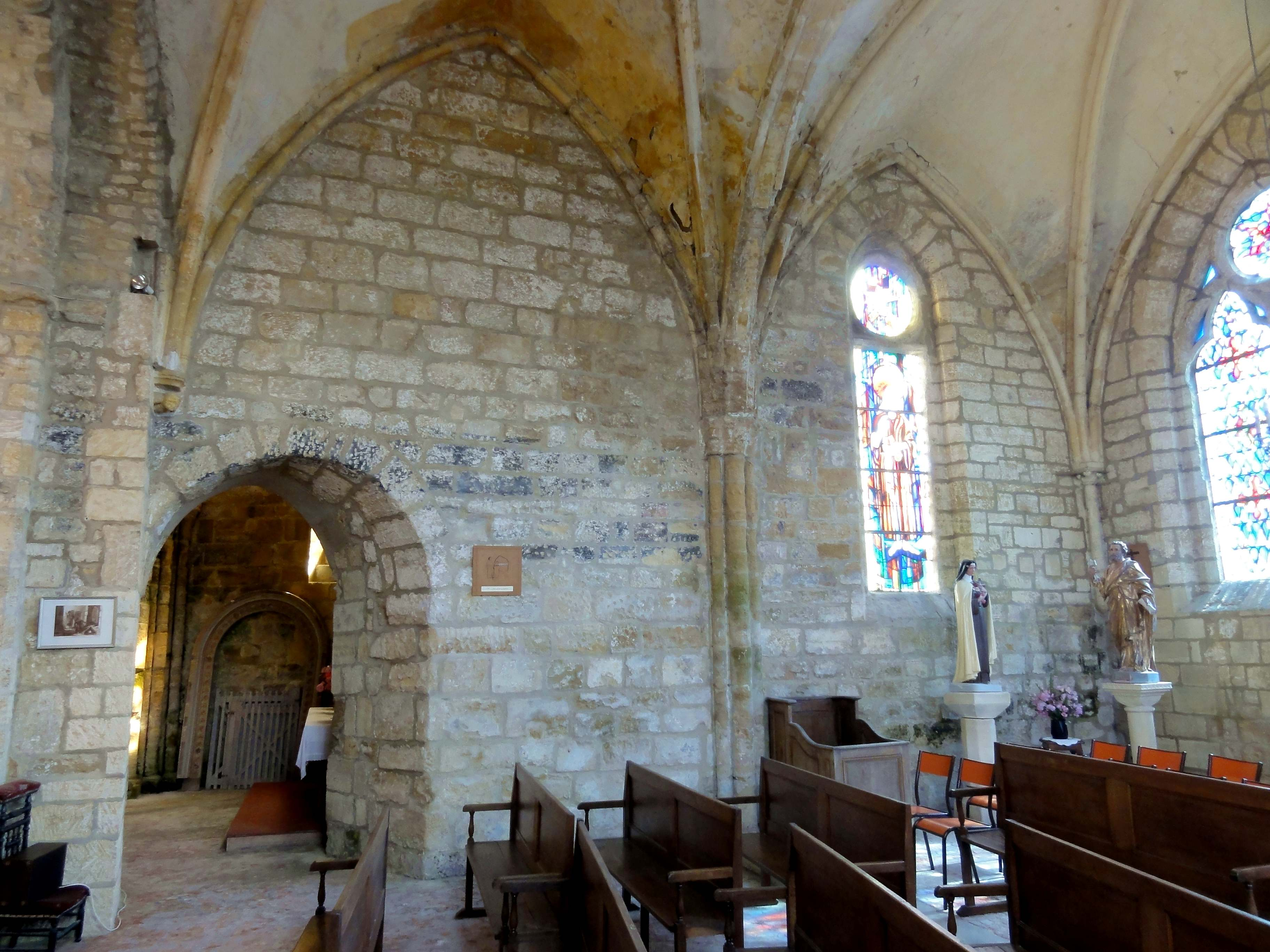
Vue vers le nord.
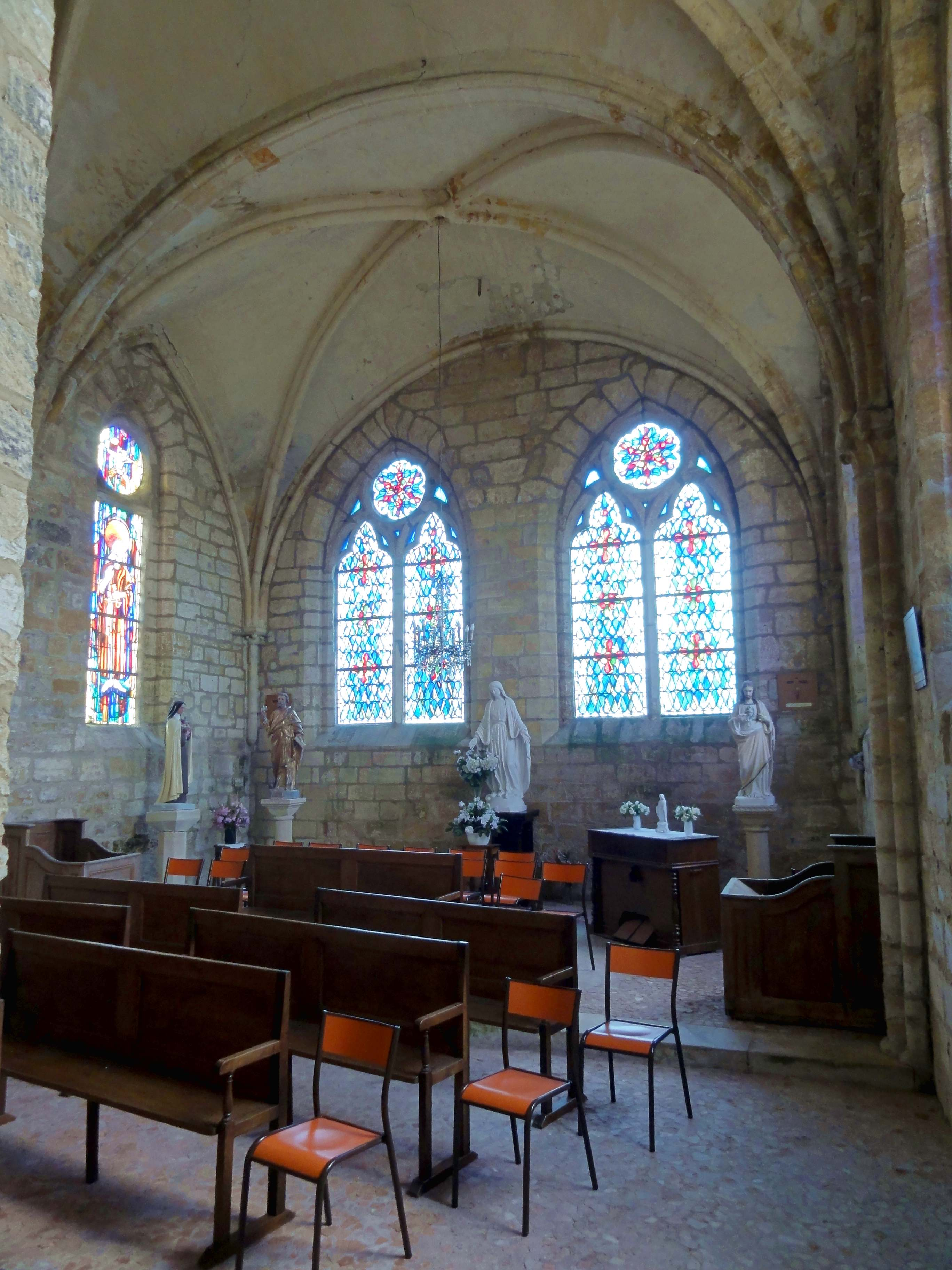
Vue vers le nord-est.
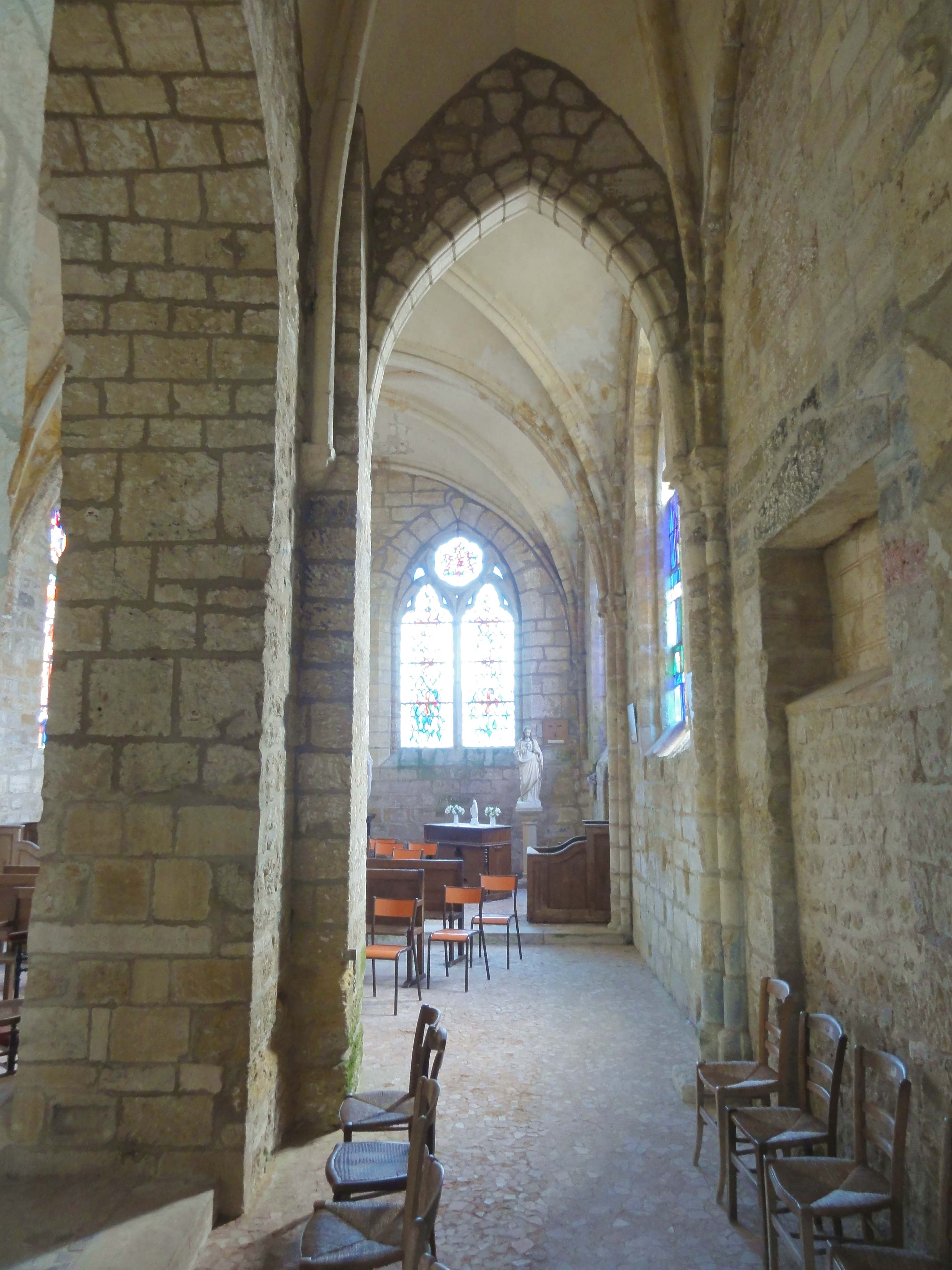
Passage au sud du clocher, vue vers l'est.
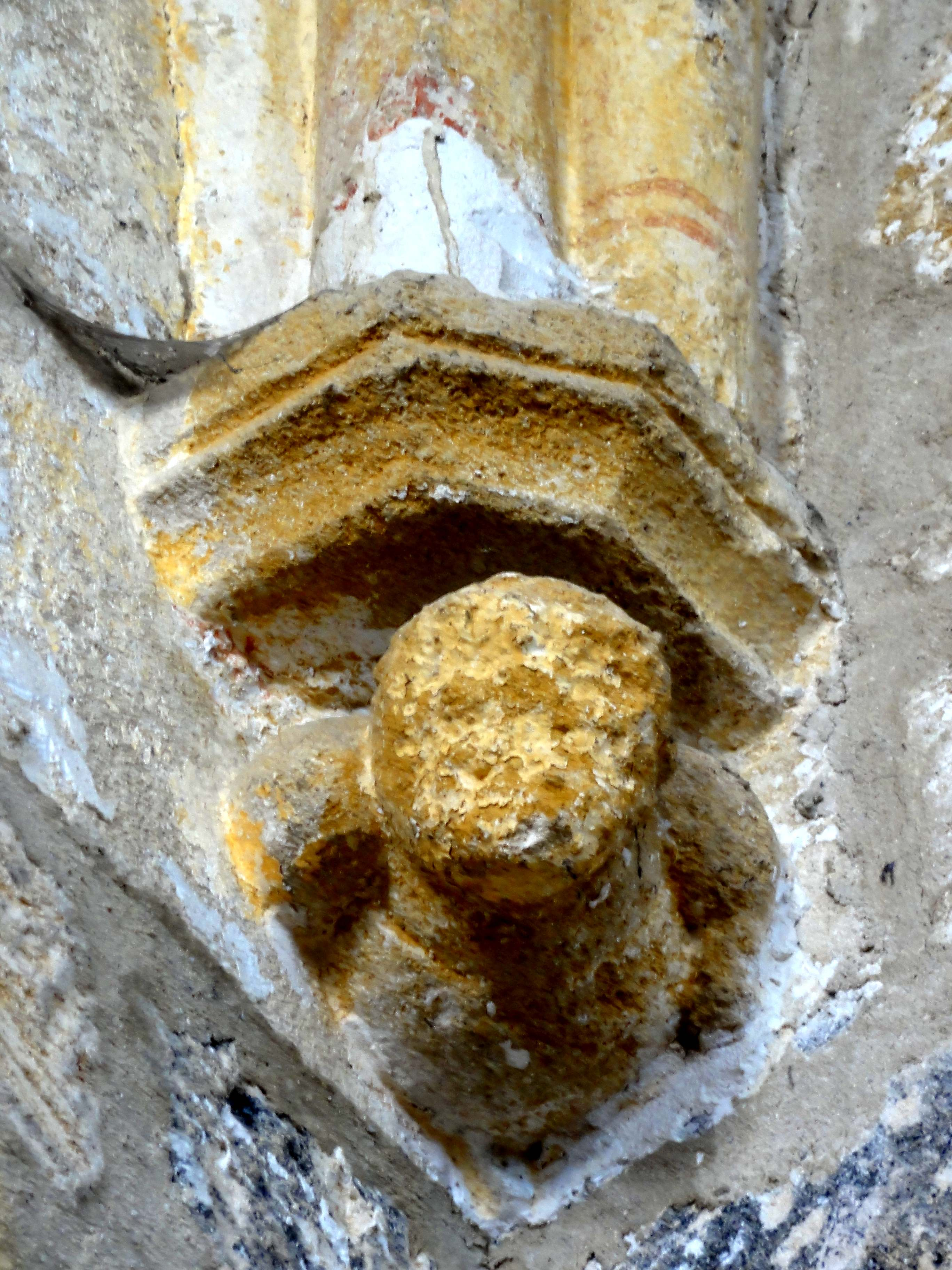
Cul-de-lampe dans l'angle nord-ouest du chœur.
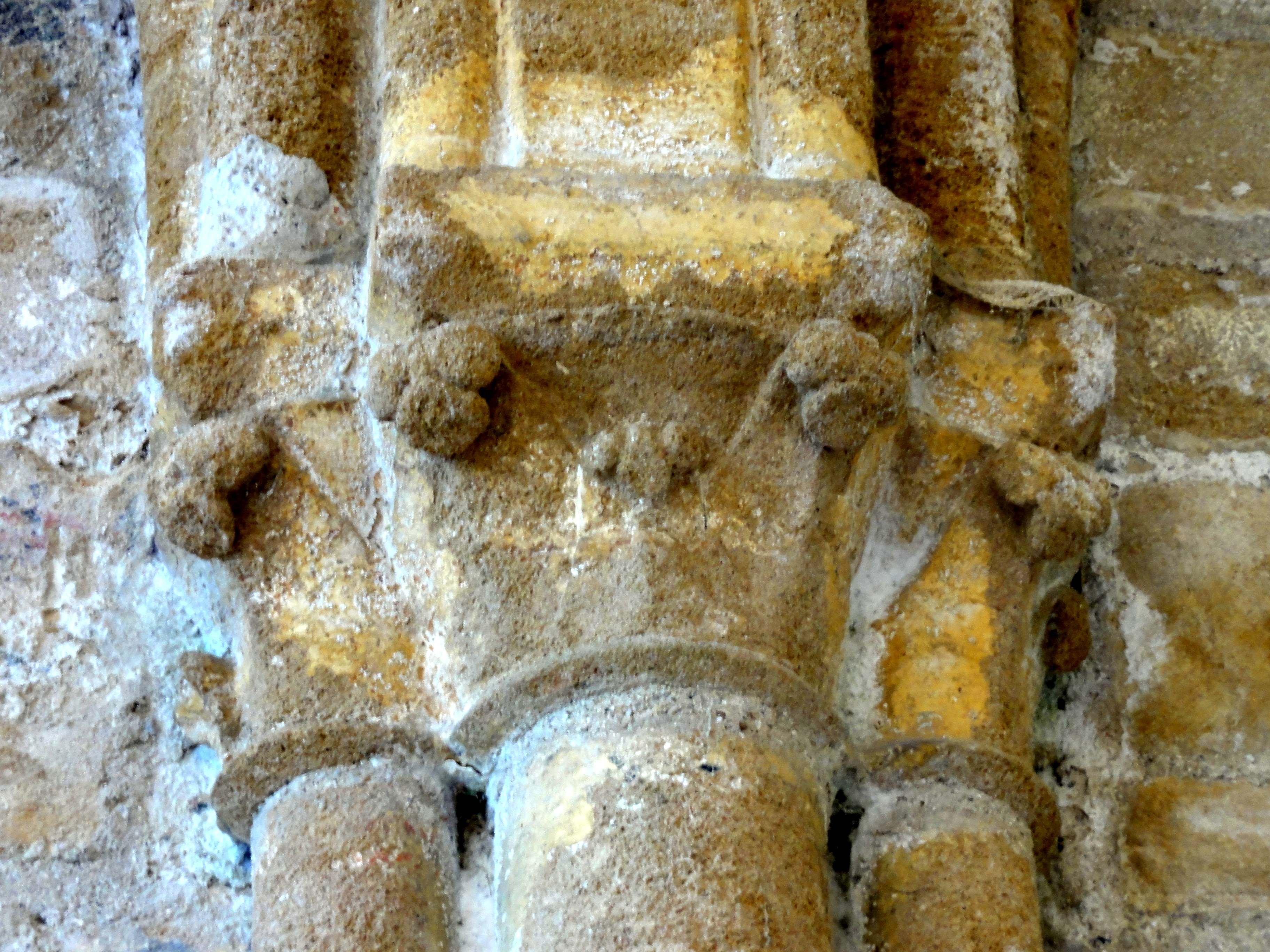
Chapiteaux côté sud.
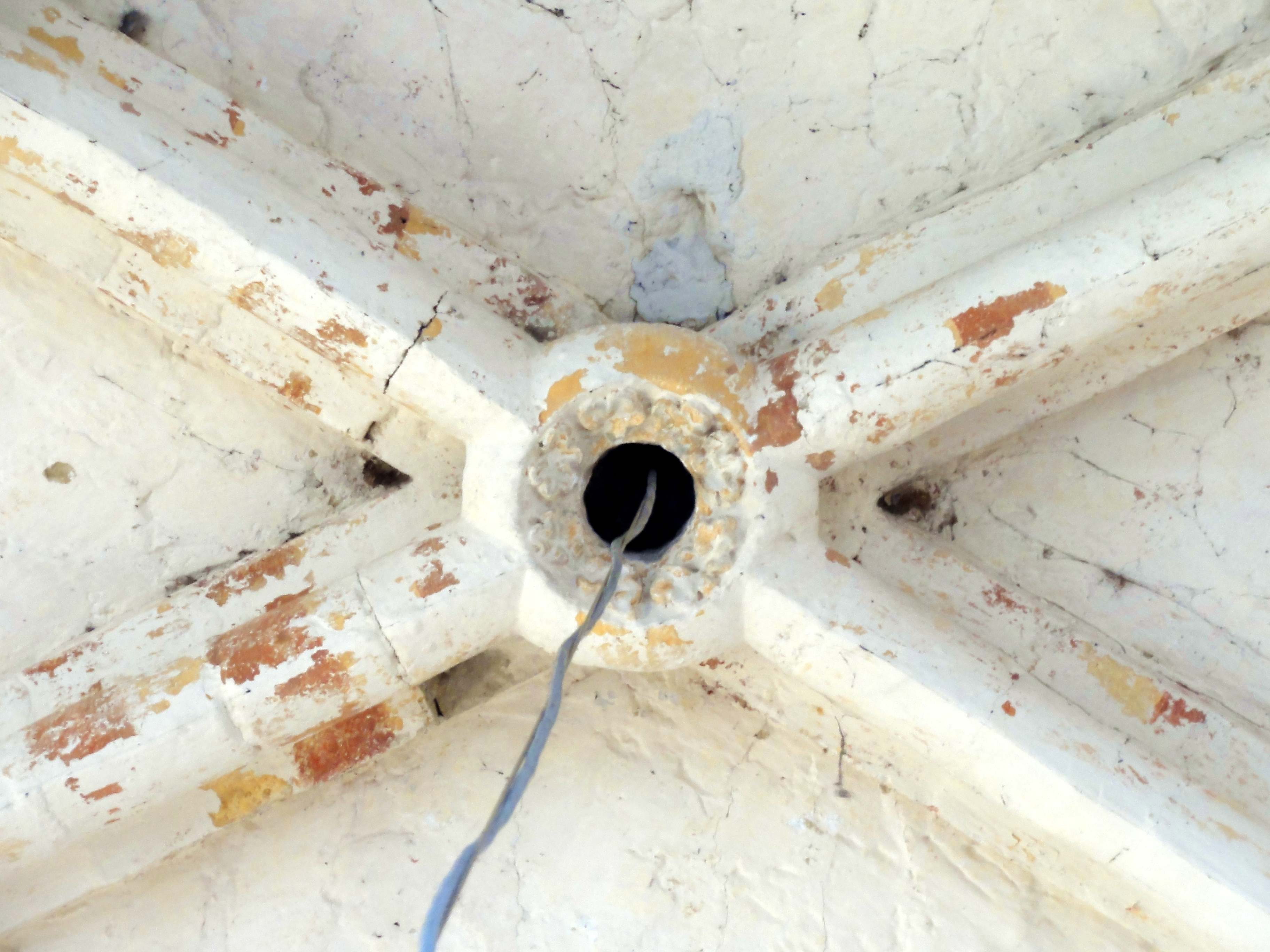
Clé de voûte de la 2e travée du chœur.

#### Chapelle de la Vierge

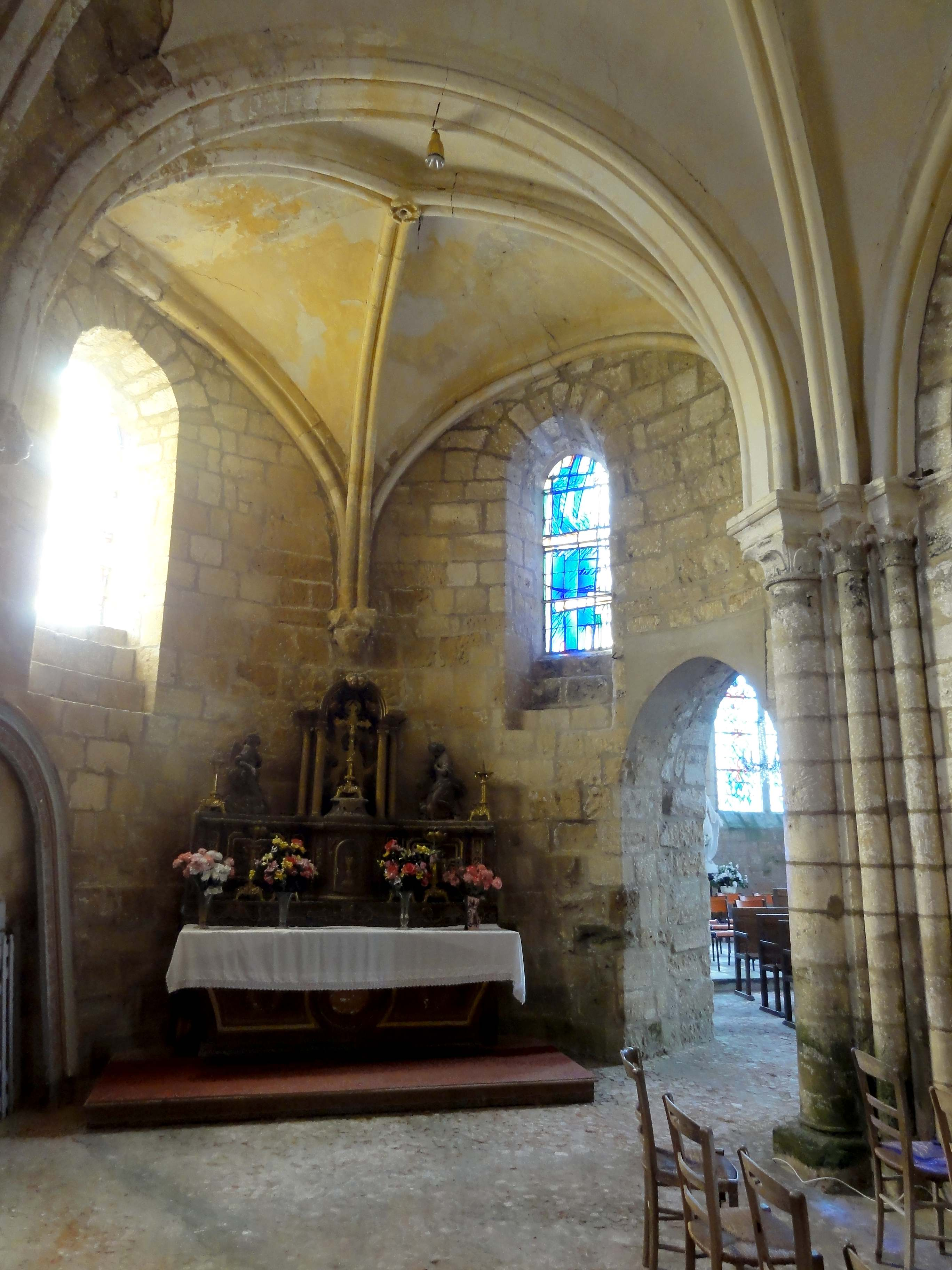
Vue vers le sud-est.

D'un aspect un peu archaïque à l'extérieur, avec des contreforts à ressauts saillants mais sans larmiers, un chevet en hémicycle rappelant les absidioles romanes et une corniche qui donne la même impression d'ancienneté par rapport à celles d'Avernes, Longuesse et Seraincourt, qui en semblent dérivées, la chapelle de la Vierge se présente dans un style résolument gothique à l'intérieur. Seulement les glacis à gradins des fenêtres du chevet détonnent et évoquent des églises romanes telles que Bailleval, Champlieu, Moussy ou Saint-Félix. En outre, le formeret occidental, le doubleau intermédiaire et les formerets sont en plein cintre, tandis que les formerets latéraux sont en arc brisé, et l'arcade assez basse dans le mur occidental adopte un tracé en tiers-point aigu. L'existence de cette arcade, qui est moulurée et retombe sur des colonnettes à chapiteaux, ne s'explique pas. Elle est bouchée par une cloison en lattes, qui comporte la porte de la sacristie. -  L'arc-doubleau entre l'abside et la travée droite, qui adopte une fois de plus un plan carré comme la nef, la base du clocher et le chœur, affiche un profil d'un méplat entre deux tores, comme dans le chœur, mais d'un diamètre plus important. De même, les nervures des voûtes sont reçues sur des faisceaux de colonnettes de part et d'autre du doubleau. Les fûts sont également d'un diamètre plus important, notamment ceux qui correspondent au doubleau. Une différence plus importante par rapport aux supports du chœur est l'application du principe de l'équivalence du nombre des supports et des éléments à supporter, au moins dans la première travée : les formerets disposent donc de colonnettes à chapiteaux dédiées, et l'on trouve des faisceaux de cinq colonnettes de part et d'autre du doubleau, et de trois colonnettes dans les angles nord-ouest et sud-ouest.
Dans l'abside, la disposition est particulière et inhabituelle pour un chevet en hémicycle de dimensions aussi importantes, car il est seulement à deux pans. Il s'impose la comparaison avec les chapelles rayonnantes de la cathédrale Saint-Maclou de Pontoise, où la voûte s'étend toutefois sur la partie antérieure des chapelles. D'autres chapelles gothiques au chevet en hémicycle existent à Champagne-sur-Oise, Fosses, Luzarches et Taverny, mais il y a, dans tous les cas, une baie axiale, et plus que deux voûtains du côté du chevet. En l'occurrence, l'on trouve trois voûtains triangulaires, dont deux touchent au mur du chevet, et trois branches d'ogives. Elles sont ici au profil de deux tores non accolés, dégagés d'un bandeau en arrière-plan par deux cavets, visibles seulement en regardant latéralement. Les deux clés de voûte sont des rosaces de feuillages « tournantes » (suggérant un mouvement de rotation), comme il en existe à Brenouille, Brie-Comte-Robert, Genainville, Glaignes, Trumilly, selon un usage apparu au début du XIIIe siècle, et qui se répand surtout après 1220 environ. L'unique exception dans la région est Chars (troisième travée du bas-côté nord), où il s'emble s'agir plutôt d'un hasard, étant donné la période de construction proche du milieu du XIIe siècle. Quant aux chapiteaux, pour la plupart très grattés lors d'une restauration, leurs crochets et feuilles striées sont très proches de leurs homologues du chœur, mais il y a quelques chapiteaux à feuilles plates ou feuilles d'eau, motif largement répandu pendant la seconde moitié du XIIe siècle. Les corbeilles ne deviennent pas encore circulaires en dessous du tailloir, et les tailloirs, soigneusement moulurés, sont aussi hauts qu'au XIIe siècle. Considérant l'ensemble des caractéristiques, les voûtes de la chapelle devraient dater du premier quart du XIIIe siècle. Étant donner l'écart stylistique avec l'extérieur et les glacis des fenêtres, l'on peut supposer que le voûtement n'a été achevé qu'après une interruption du chantier.

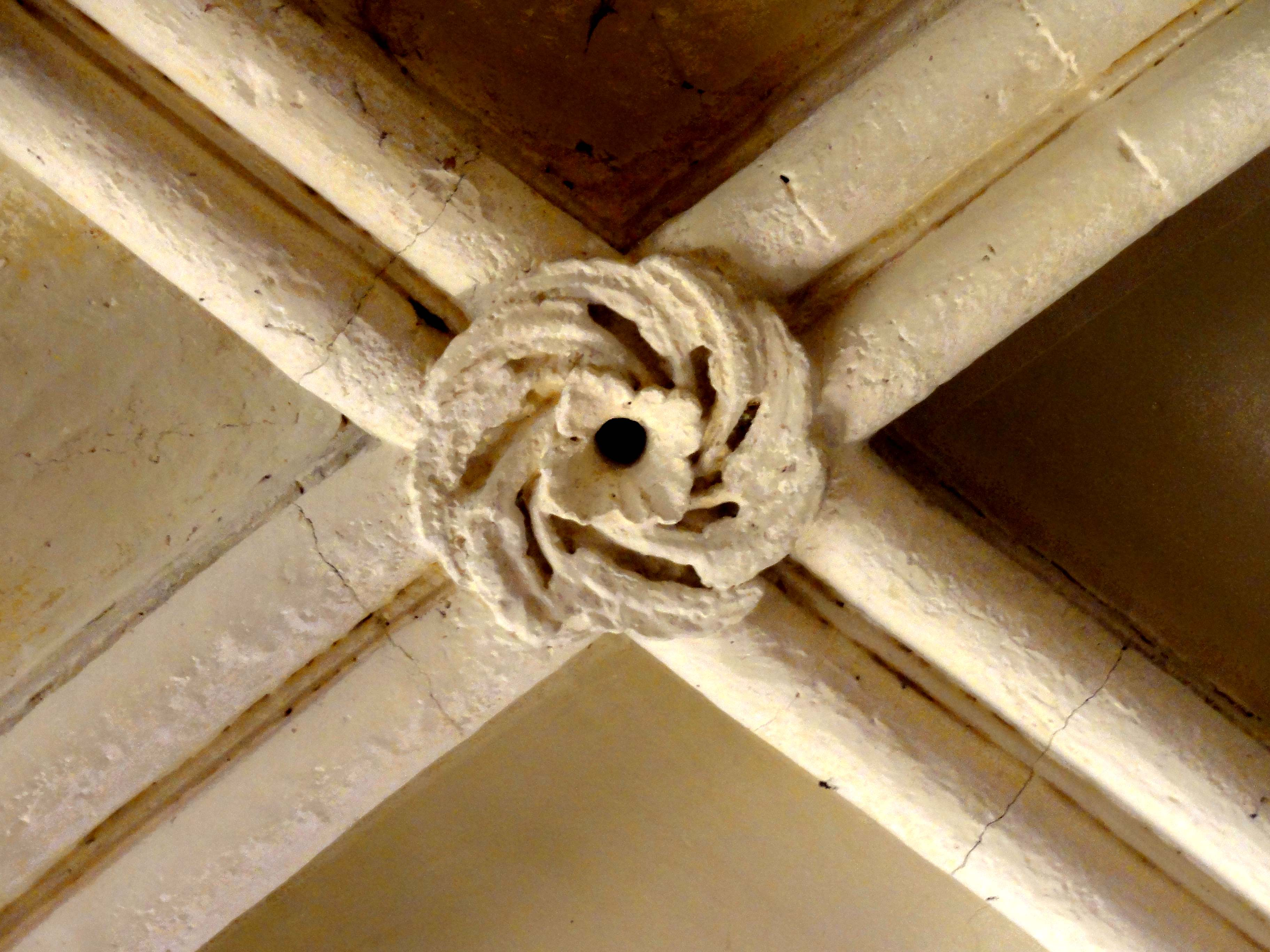
Clé de voûte « tournante ».
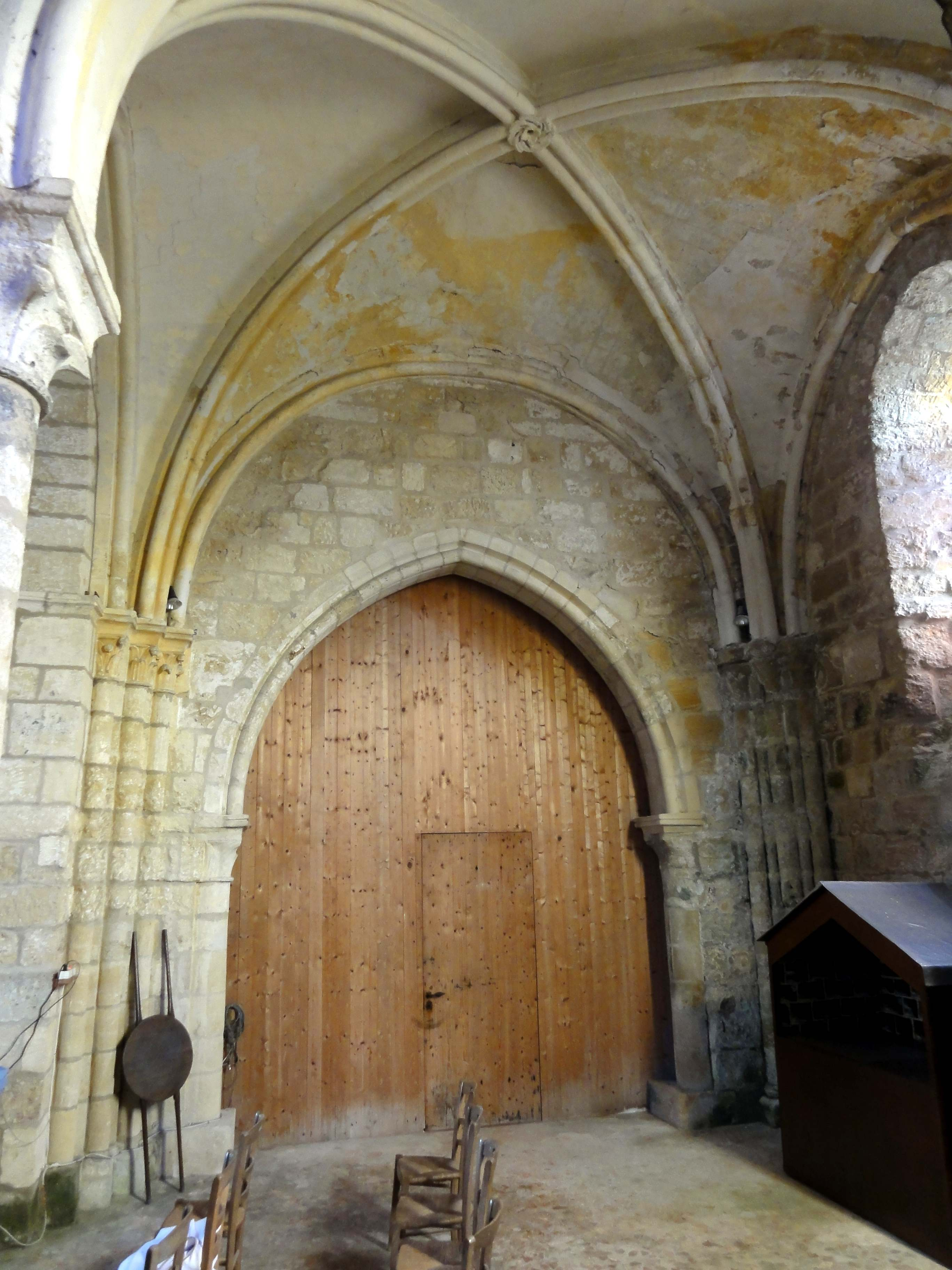
Vue vers l'ouest.
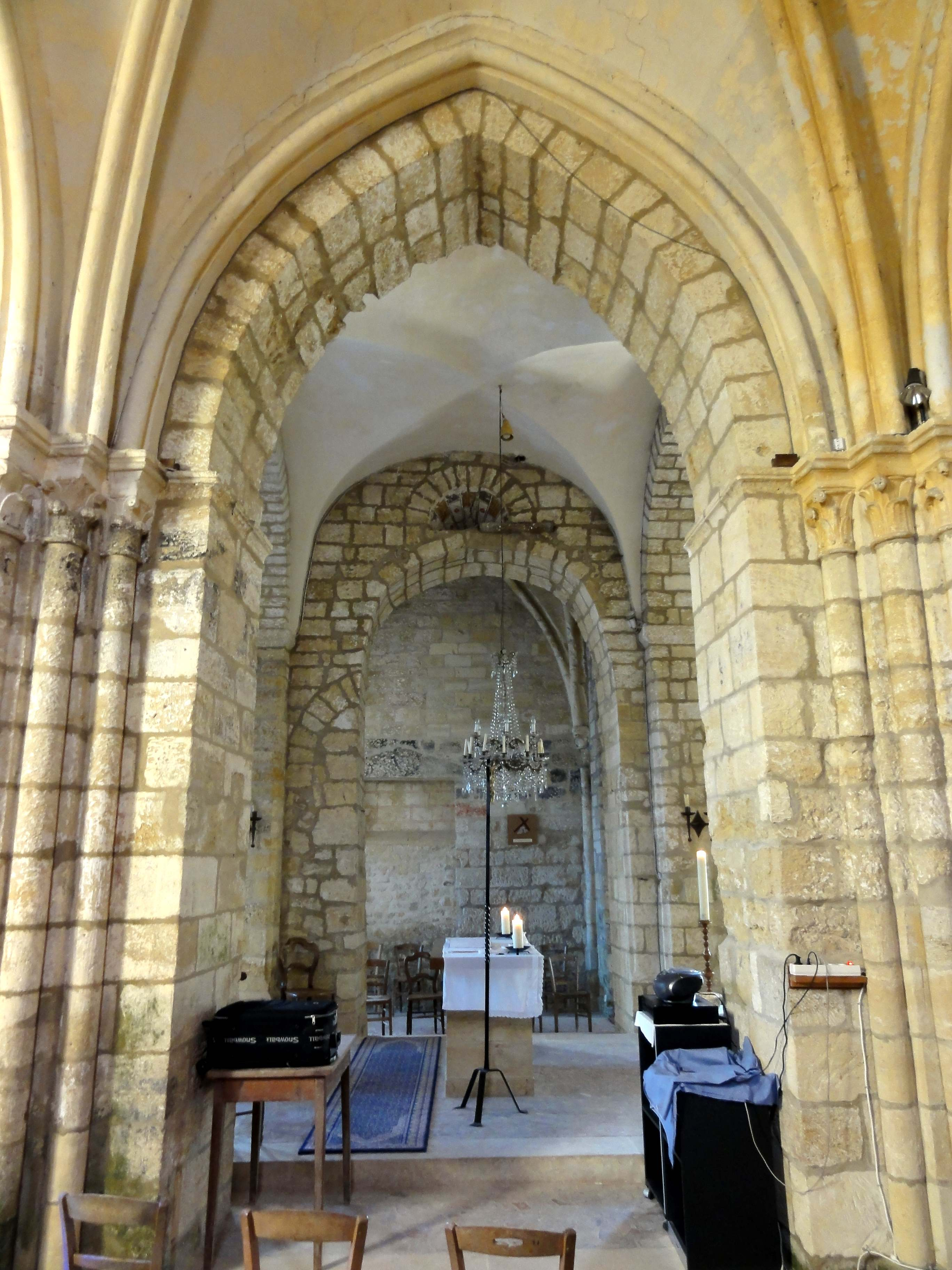
Vue vers le sud.
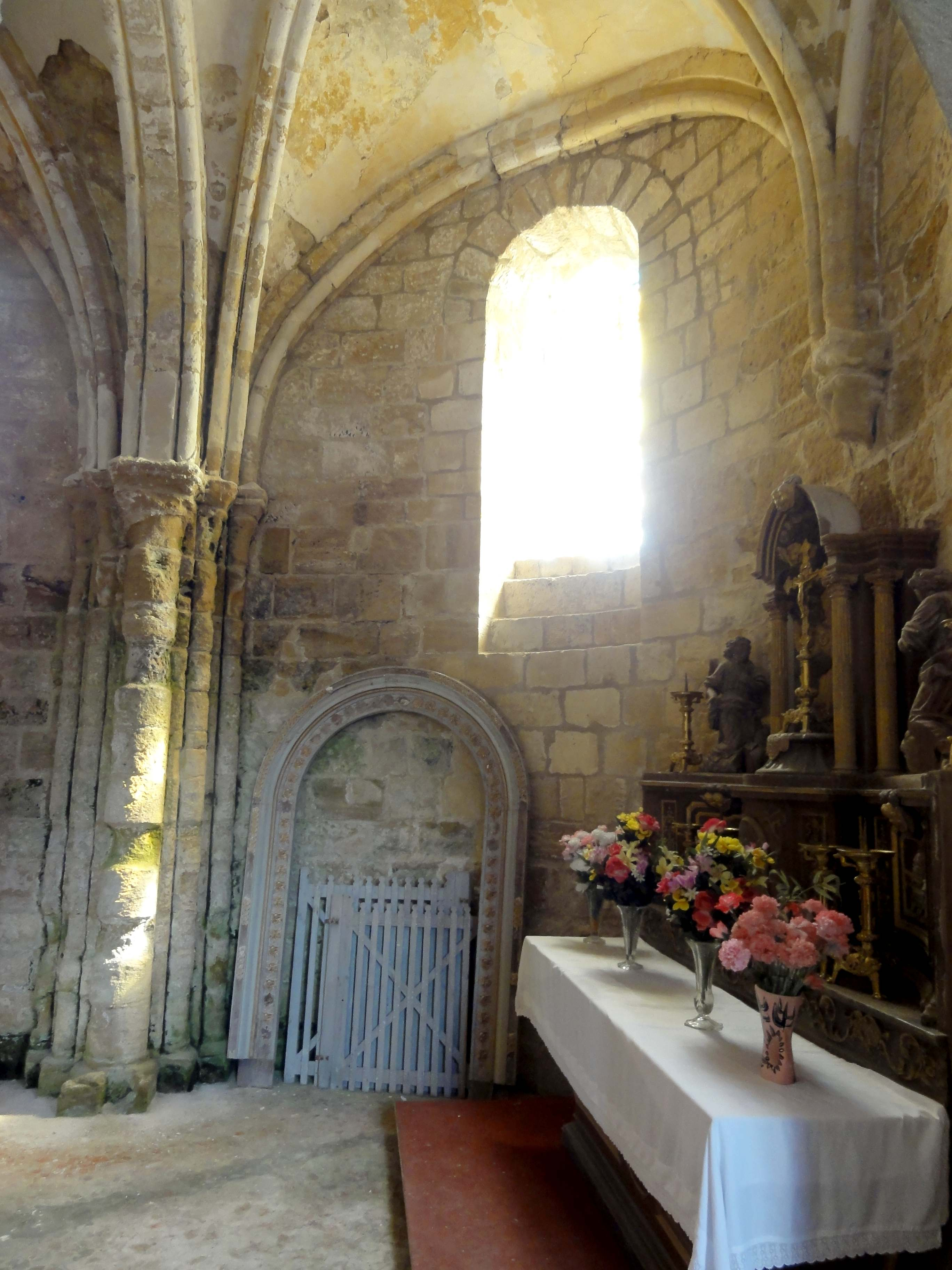
Abside, côté nord.
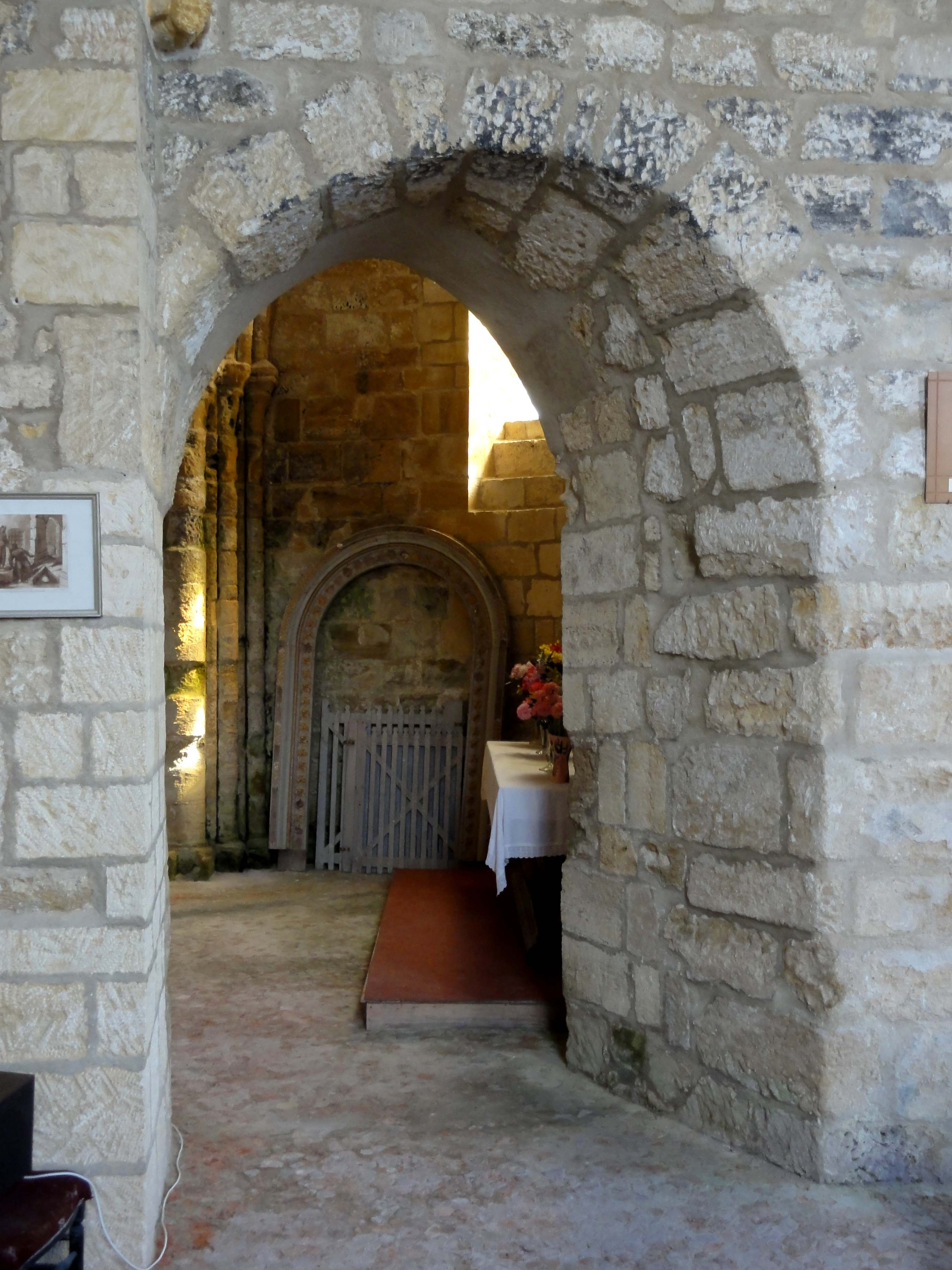
Arcade depuis le chœur.
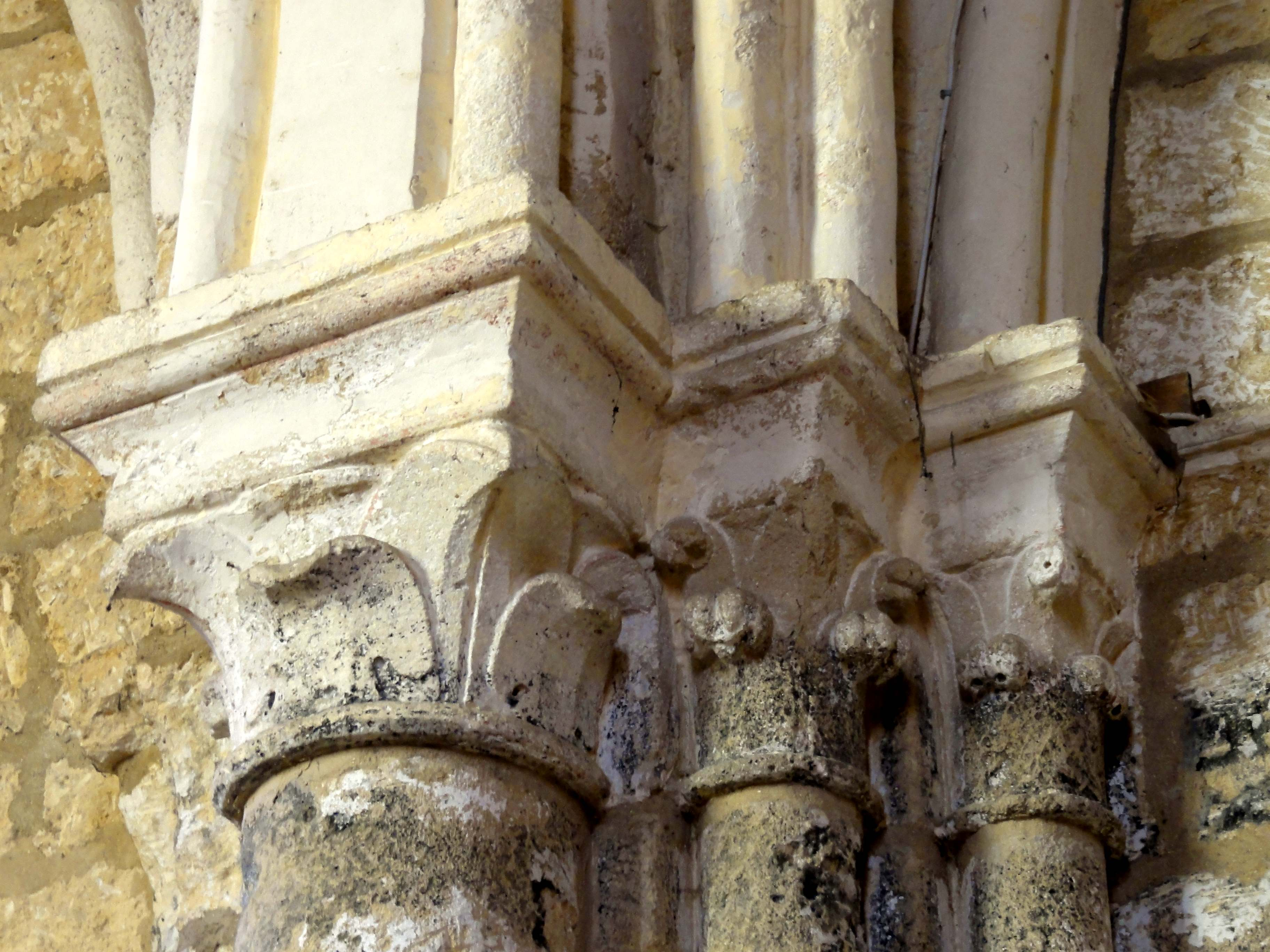
Chapiteaux au nord.

## Mobilier

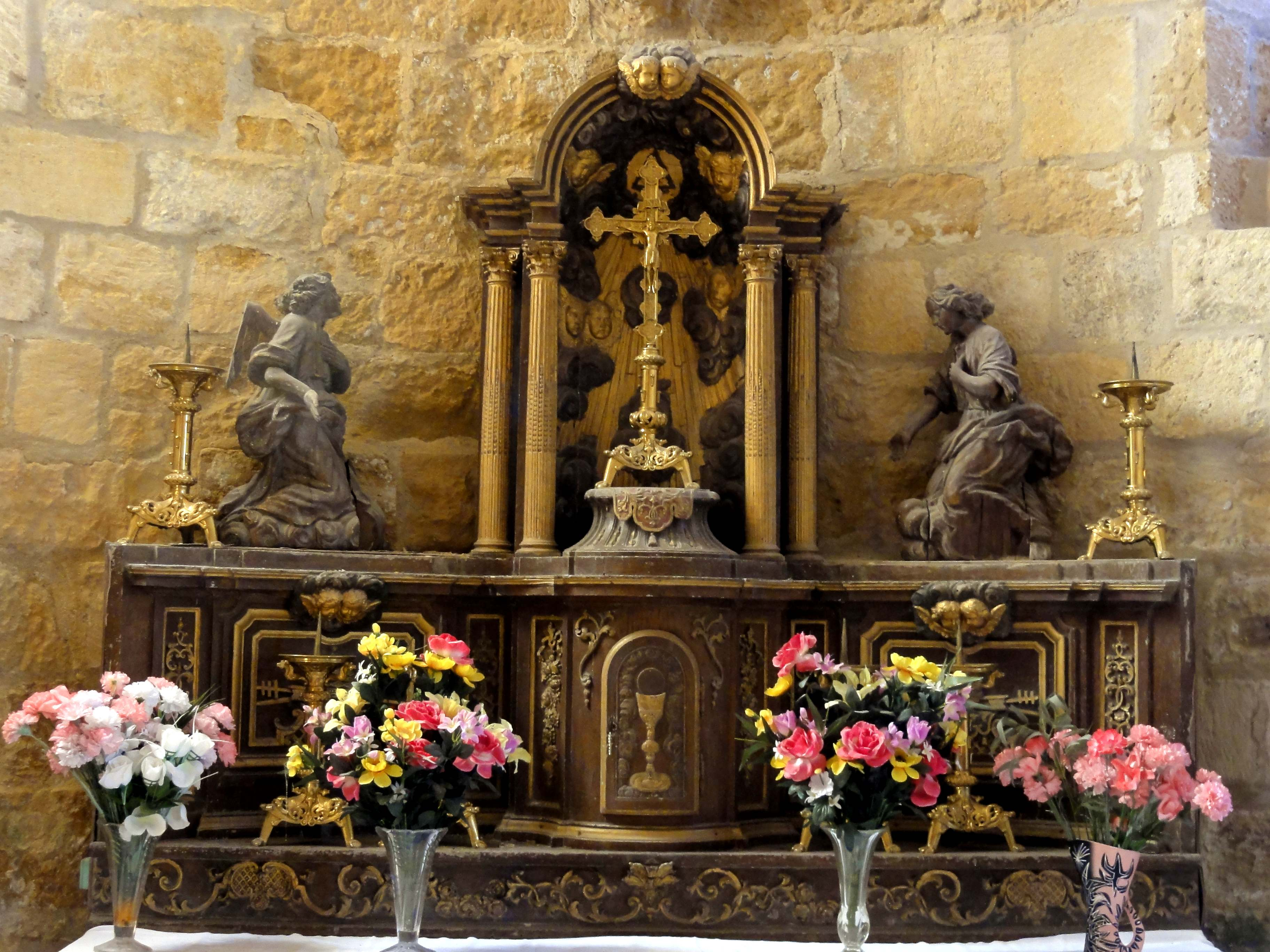
Tabernacle à ailes.

Parmi le mobilier proprement dit de l'église, aucun élément n'est classé au titre objet. Deux cloches en bronze datant de 1507 et 1542 sont néanmoins classées au titre objet. Du reste, le mobilier est peu nombreux, et il n'y a plus de chaire à prêcher, banc d'œuvre et de confessionnal, et aucun retable complet. Quelques rares éléments méritent l'attention :
- deux stalles individuelles, dans le chœur ;
- un grand cadre cintré, provenant d'un retable démantelé, et déposé dans la chapelle de la Vierge ;
- le tabernacle à ailes de la chapelle de la Vierge, qui est orné de rinceaux de style rocaille, et agrémenté de trois panneaux sculptés de bas-reliefs, dont un calice surmonté d'une hostie sur la porte du tabernacle ;
- le dais du tabernacle de la chapelle de la Vierge, qui s'apparente à une gloire, avec des rayons de lumière, des têtes de chérubin et des nuées sous un fronton en plein cintre, et entre deux paires de colonnettes corinthiennes cannelés ;
- deux petites statues en bois, représentant des anges adorateurs, et datant probablement du XVIIIe siècle.

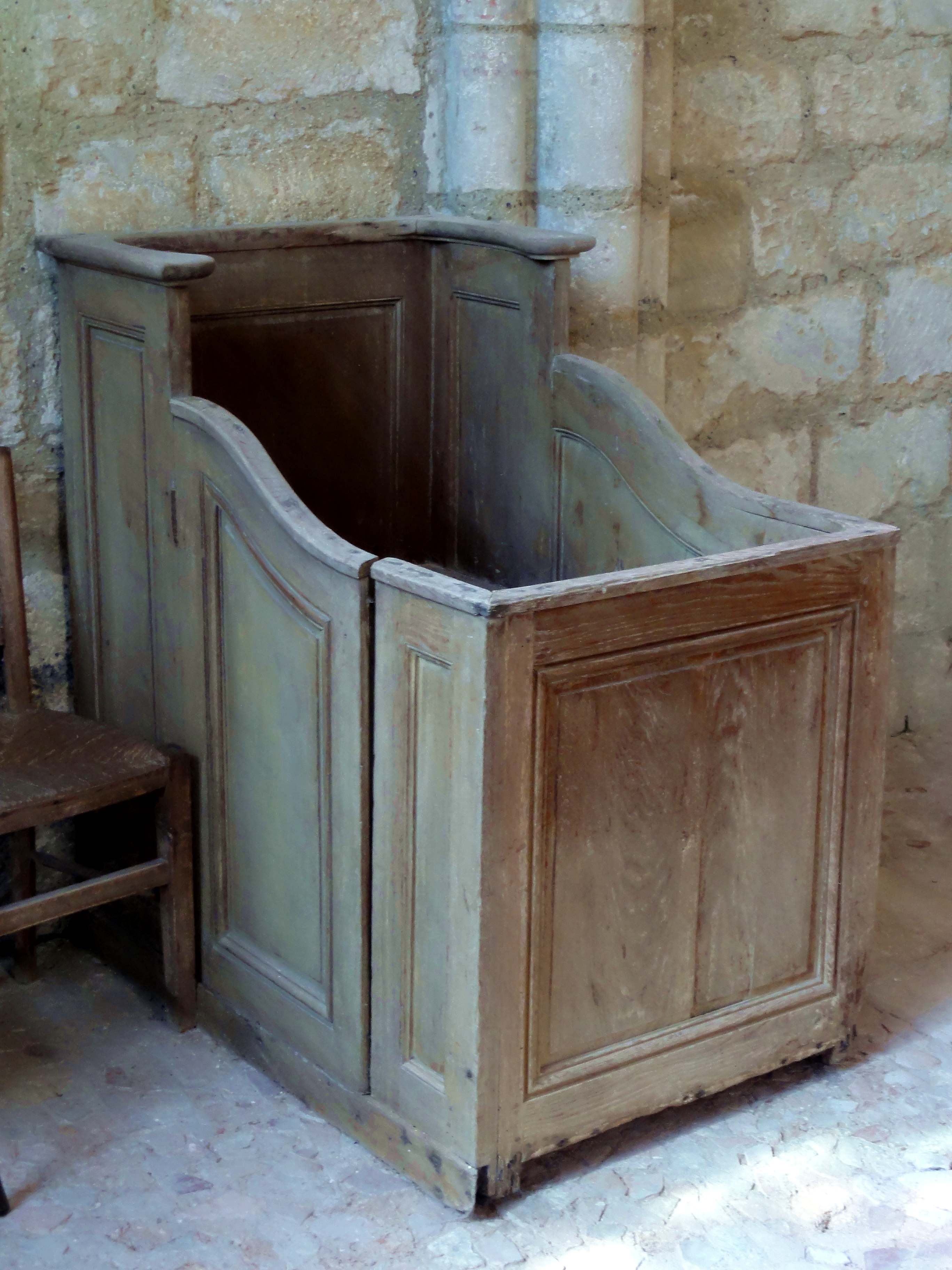
Stalle individuelle.
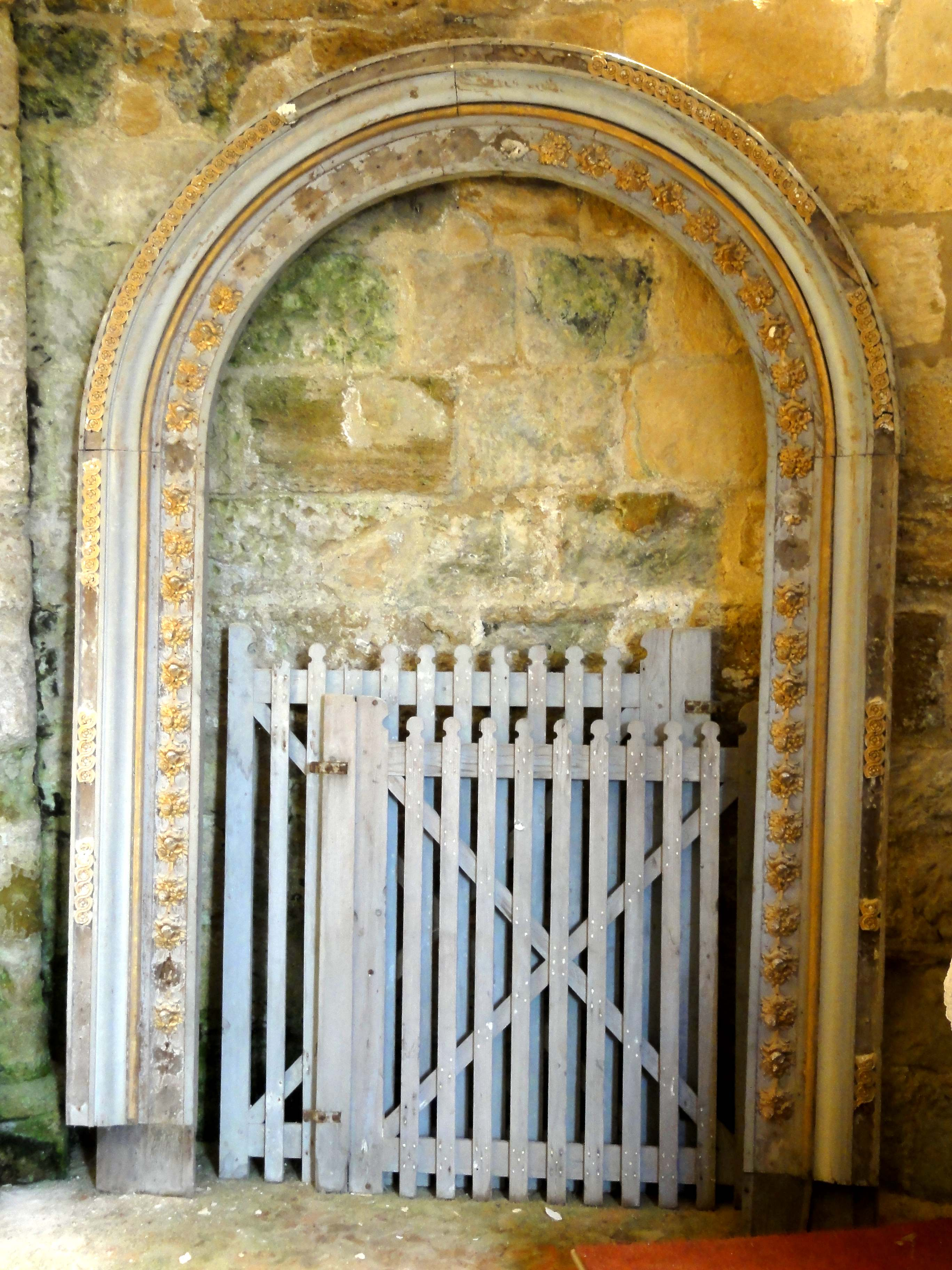
Cadre provenant d'un retable.
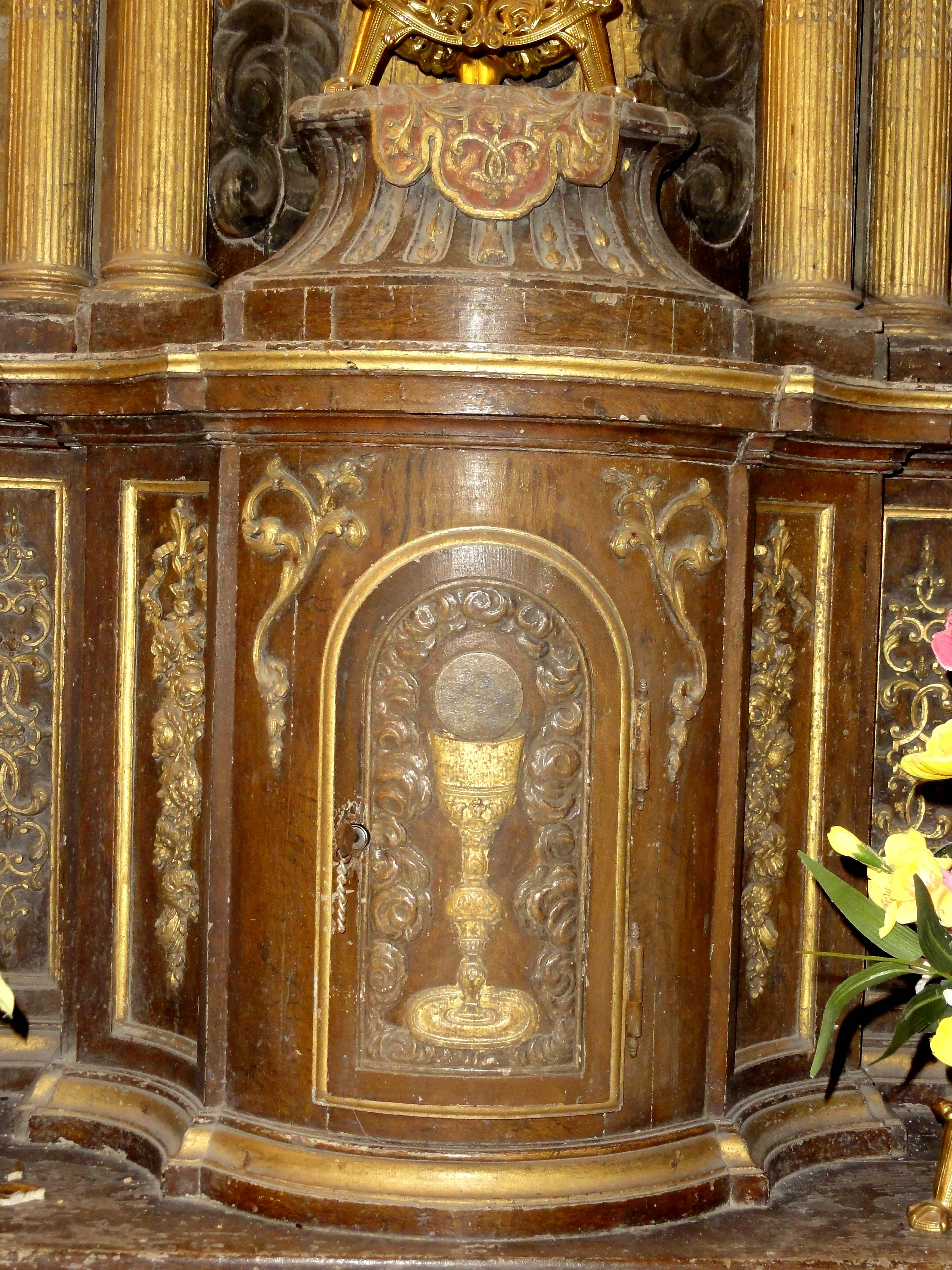
Porte du tabernacle.
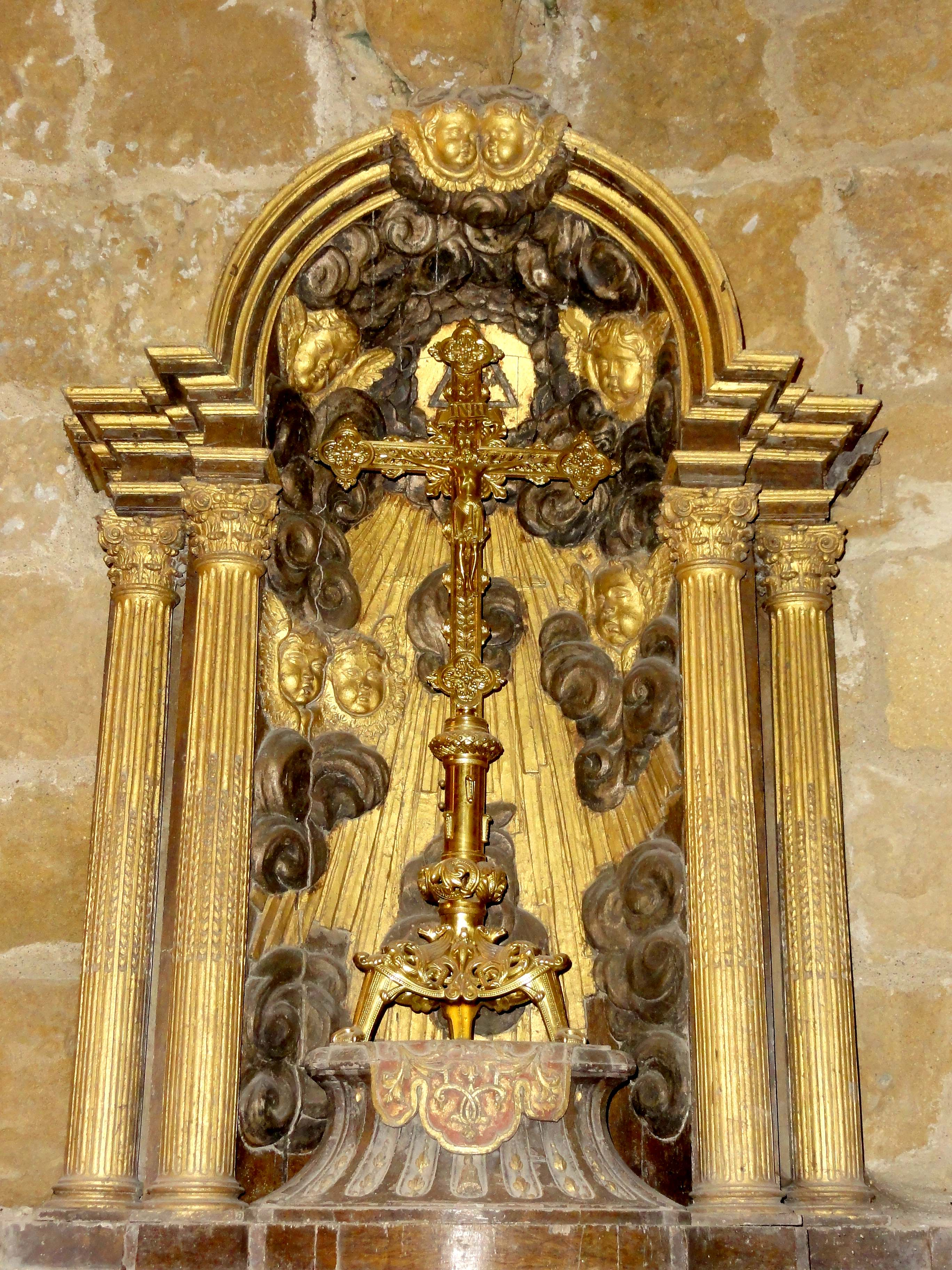
Dais du tabernacle.
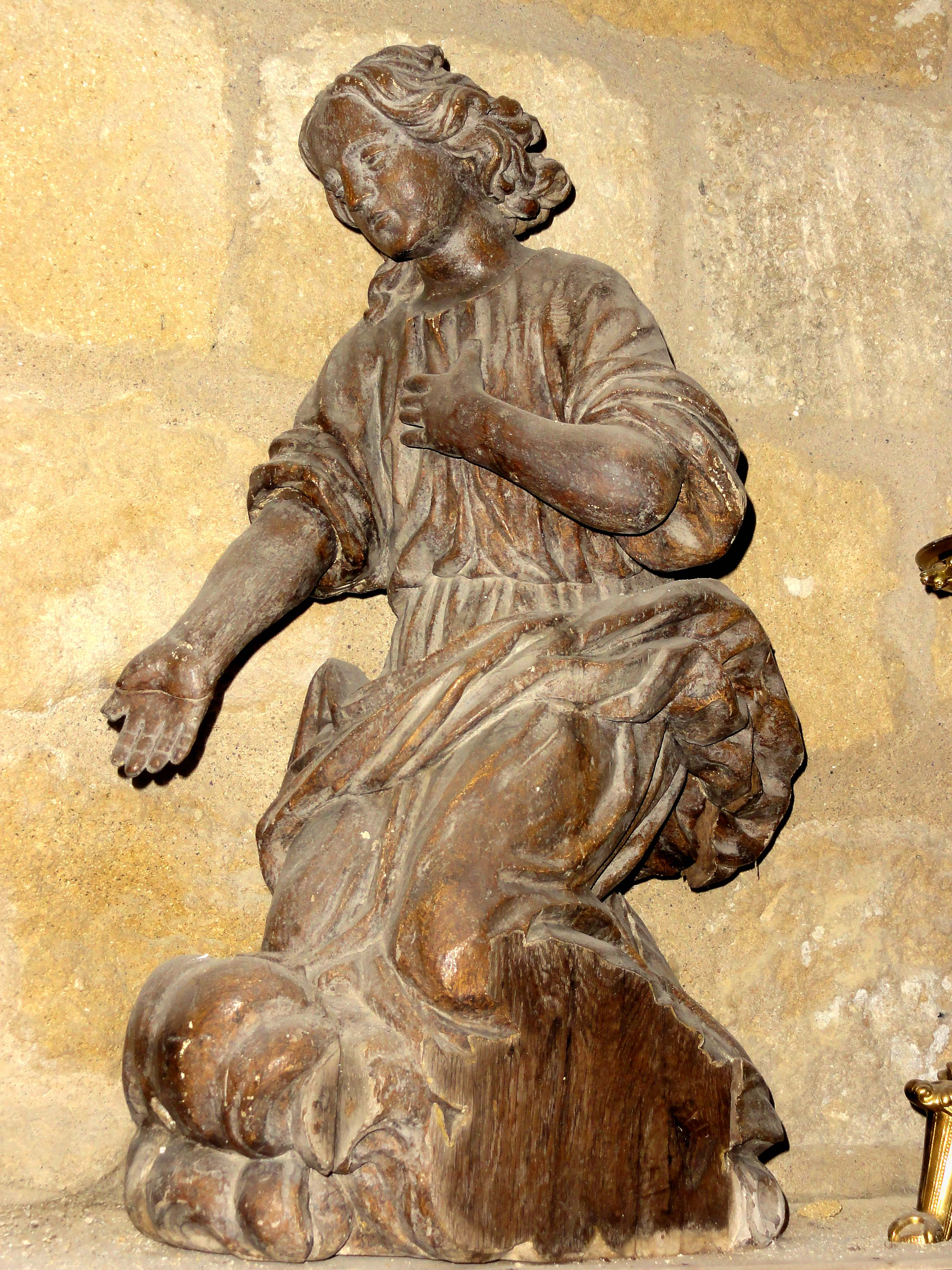
Ange adorateur.
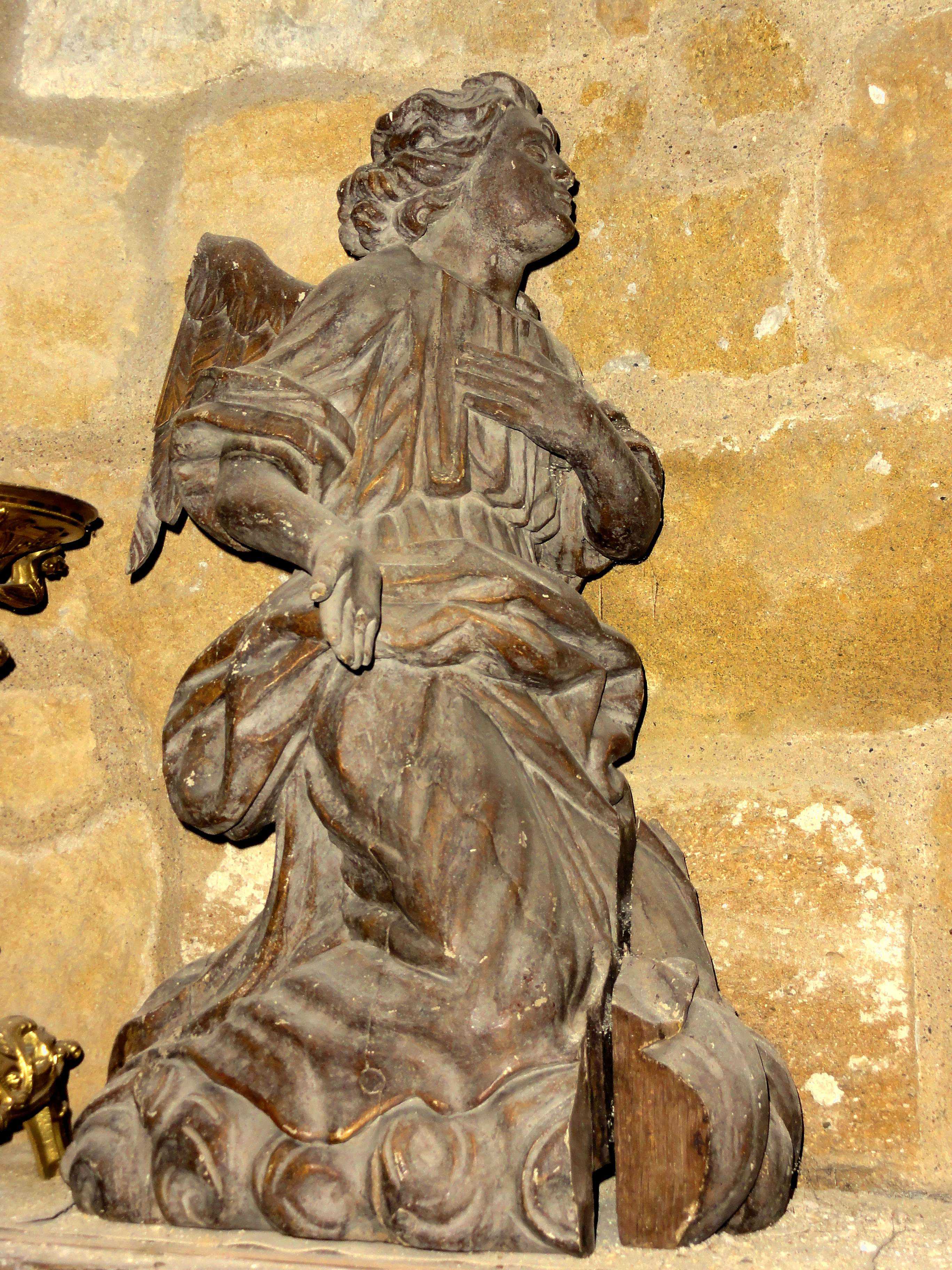
Ange adorateur.